# Merlin
Vous lisez un « article de qualité » labellisé en 2013.
Pour les articles homonymes, voir Merlin (homonymie).
« Merlin l'Enchanteur » redirige ici. Pour les autres significations, voir Merlin l'Enchanteur (homonymie).
Merlin (en gallois : Myrddin, en cornique : Merdhyn, en breton : Merzhin), communément appelé Merlin l'Enchanteur, est un personnage légendaire, prophète magicien doué de métamorphose, commandant les éléments naturels et les animaux dans la littérature médiévale. Sa légende provient à l'origine de la mythologie celtique brittonique, et s'inspire certainement d'un druide divin, mêlé à un ou plusieurs personnages historiques. Son image première est assez sombre. Les plus anciens textes concernant Myrddin Wyllt, Lailoken et Suibhne le présentent en « homme des bois » torturé et atteint de folie, mais doué d'un immense savoir, acquis au contact de la nature et par l'observation des astres. Après son introduction dans la légende arthurienne grâce à la Vie de Merlin de Geoffroy de Monmouth, et au Merlin de Robert de Boron, Merlin devient l'un des personnages les plus importants dans l'imaginaire et la littérature du Moyen Âge. Depuis cette période, son personnage est mentionné très régulièrement dans la littérature, qui a construit son image par inspiration successive entre différents auteurs.
Dans le cycle arthurien, dont il est désormais indissociable, Merlin naît d'une mère humaine et d'un père diabolique. Bâtisseur de Stonehenge, il emploie ses sortilèges pour permettre la naissance du Roi Arthur et son accession au pouvoir, grâce à l'épreuve de l'épée Excalibur et à la formation de la Table ronde. Conseiller du roi et de ses chevaliers, il prédit le cours des batailles, influe sur leur déroulement et entraîne la quête du Graal. Homme sauvage proche du monde animal, Merlin se retire régulièrement en forêt pour y rencontrer son scribe et confident Blaise. Son histoire connaît différentes fins selon les auteurs, la plus connue étant celle où il tombe éperdument amoureux de la fée Viviane, à laquelle il enseigne ses secrets de magicien. Elle finit par l'enfermer à jamais dans une grotte ou une prison d'air, en usant de l'un de ses propres sortilèges.
De façon contemporaine, son nom est fréquemment associé à la fonction d’« enchanteur », notamment depuis que ce terme a servi de titre à la version française du dessin animé de Walt Disney en 1963, Merlin l'Enchanteur.
Il reste une source d'inspiration pour de nombreux auteurs et artistes, comme Guillaume Apollinaire (L'Enchanteur pourrissant), René Barjavel (L'Enchanteur), Stephen R. Lawhead (Cycle de Pendragon) et T. A. Barron (Merlin). Son mythe est enfin, de nos jours, le sujet de romans, de poèmes, d'opéras, de pièces de théâtre, de bandes dessinées, de films, de téléfilms, de séries télévisées et de jeux.

## Étymologie
Il existe de nombreuses théories concernant l'origine du nom de Merlin. Il est également connu sous la forme latine Merlinus ; galloise Myrddin, Merddin ou Myrdhin ; bretonne Marzhin « Martin », Murlu, Merlu, Aerlin, Merlik ou cornique Marthin. D'après l’Oxford English Dictionary, le nom le plus ancien est le gallois Myrddin, via le barde Myrddin Wyllt, l'un des personnages historiques qui auraient inspiré le Merlin légendaire. Geoffroy de Monmouth latinise ce nom en Merlinus vers 1135. Le médiéviste Gaston Paris pense qu'il a choisi la forme Merlinus plutôt qu'une latinisation régulière en *Merdinus afin d'écarter toute homophonie avec un mot anglo-normand d'origine scatologique dérivé du latin merda,. Henri d'Arbois de Jubainville suppose le résultat de la « tendance du d à se changer en l dans les langues indo-européennes ». D'après Martin Aurell, la forme latine Merlinus est une euphonie de la forme celtique, pour rapprocher Merlin du merle blanc en lequel, avec ses pouvoirs chamaniques, il peut se métamorphoser.

### Mer

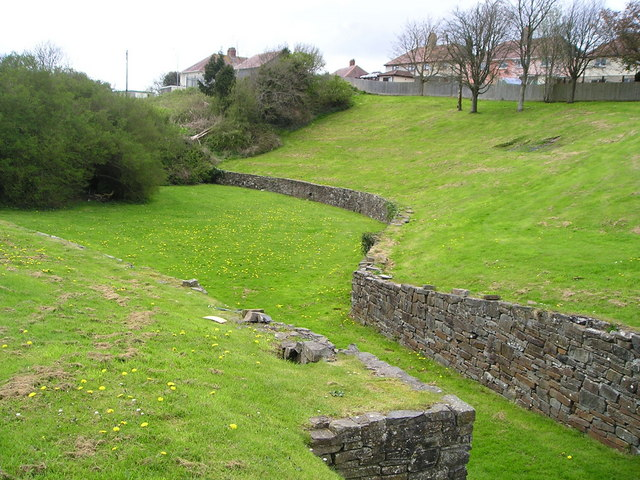
L'amphithéâtre romain de Moridunum, cité à laquelle Merlin devrait son nom.

La théorie la plus répandue concernant l'origine du nom gallois Myrddin, selon Claude Sterckx, est celle reposant sur l'étymologie de Caerfyrrdin. Elle est proposée par le celtisant Alfred Owen Hughes Jarman, d'après qui Myrddin (mərðɪn) se retrouve dans le toponyme Caerfyrddin, nom gallois de la ville désormais connue sous le nom de Carmarthen. Il se décompose en Caer- « fort, forteresse, rempart, ville fortifiée » (cf. breton kêr « village, ville ») + -fyrddin, forme mutée de Myrddin. Myrddin semble contenu dans la forme en ancien brittonique latinisé du nom de [Caer]fyrddin, à savoir : [castrum] Moridunum. Moridunum a donné Myrddin et s'explique par le brittonique Mori- « mer » (> vieil irlandais muir, gallois môr, breton et cornique mor cf. gaulois more « mer ») et -dunum « citadelle, enceinte fortifiée, mont » (cf. gaulois dunon. Vieil irlandais dún « fort, forteresse »; vieux gallois din « fort, forteresse, ville », gallois dinas « ville », vieux breton din « forteresse, château, citadelle »), d'où le sens global de « fort(eresse) de la mer »,,,.
En 1965, Eric P. Hamp propose une étymologie assez proche, Morij:n, soit « le maritime ». Il n'existe pas de lien évident entre Merlin et la mer dans les textes à son sujet, mais cette théorie s'expliquerait par la nature du père de Merlin dans les textes gallois, Morfryn. Il pourrait être un démon maritime, décrit plus tard comme le Diable ou un incube.

### Oiseau

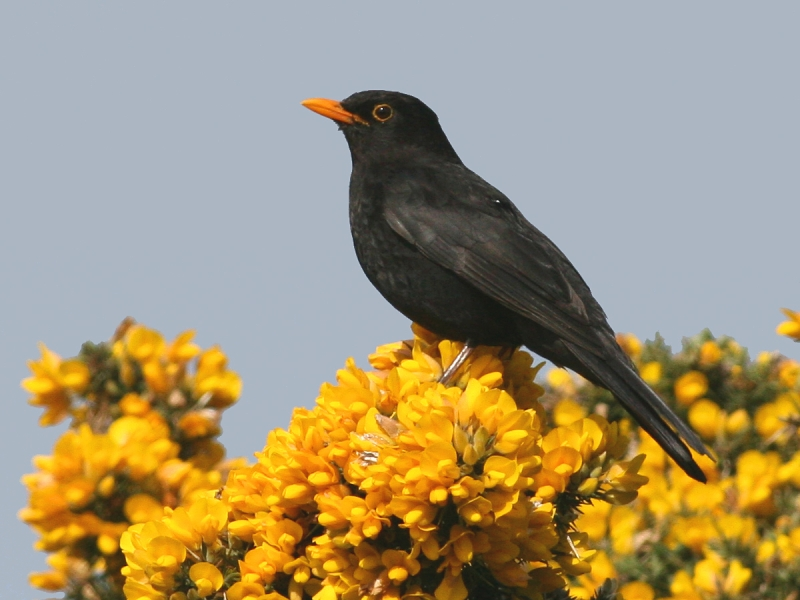
Un merle mâle (Turdus merula), oiseau dont le nom a peut-être inspiré celui de Merlin en français.

Dans nombre de récits à son sujet, Merlin peut prendre la forme d'un oiseau, c'est le cas notamment dans La Folie de Suibhne (Buile Shuibhne). De plus, en anglais, le Faucon émerillon (Falco columbarius) est surnommé « merlin » : de nombreux écrivains de fiction n'ont pas manqué de souligner cette analogie. En langue française, une association logique est de lier Merlin au merle. Ainsi, le folkloriste Jean Markale considère que la forme Merlin est d'origine française, et signifie « petit merle », allusion au caractère persifleur et provocateur qu'on lui prête dans les récits du Moyen Âge.
Cette théorie n'est pas universellement retenue, et présente le désavantage de ne s'appliquer qu'au français médiéval. Elle explique cependant l'existence de l'« esplumoir Merlin » comme une sorte de nid où Merlin se métamorphose, en abandonnant son apparence d'oiseau. Dans l'imaginaire celtique, le merle est un oiseau de l'Autre Monde, en raison notamment de son chant mélodieux qui rappelle celui des bardes et transporte celui qui écoute. En ce sens, la mythologie du merle est proche du personnage de Merlin.
Le merle blanc est aussi le titre d'un conte populaire français (conte-type 550) dans lequel l'oiseau est l'équivalent d'un enchanteur, capable de rajeunir autrui à volonté, objet d'une quête confiée par un roi vieillissant. Par son pouvoir sur l'écoulement du temps et sa capacité à restaurer le pouvoir de la royauté, cet oiseau magique rappelle Merlin. Sa blancheur est une marque de sa nature féerique, un motif fréquent dans l'univers celtique. Les analogies entre Merlin et le merle s'apparentent davantage à un rapprochement postérieur qu'à une véritable étymologie, puisque le nom français de Merlin est plus tardif que les autres formes.

### Martin
Le gallois Myrddin est donné pour l'équivalent du français Martin, anthroponyme latin. La forme bretonne Marzhin « Martin » rappelle aussi les Marses, dont le nom est venu à désigner les sorciers et charmeurs de serpents, c'est une forme bretonne dans laquelle [t] / [d] a régulièrement donné [z] cf. vieux breton ard, arth « ours » > breton arz. Ce rapprochement est en lien avec saint Martin, qui dispose de pouvoirs comparables à ceux de Merlin (bien que les siens proviennent de Dieu, et non de forces panthéistes). Le personnage de Merlin l'a vraisemblablement inspiré.

## Description

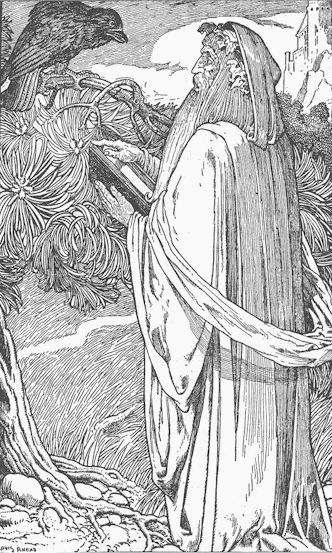
Merlin vu par Louis John Rhead dans King Arthur and His Knights, 1923.

Le Merlin connu actuellement à travers les contes et les dessins animés, enchanteur, prophète, homme des bois, maître des animaux et des métamorphoses, sage et magicien proche de la nature, a connu une longue évolution. Merlin n'est pas une création des auteurs du cycle arthurien, son origine est bien plus ancienne. Il est en quelques sortes redécouvert, christianisé et réinventé par différents auteurs pour y figurer. À l'origine, les textes gallois le voient comme un barde. « Personnage capital du Moyen Âge », Merlin devient un véritable mythe littéraire grâce à sa popularité.

### Origines
Bien avant d'être un personnage littéraire, Merlin appartient à une tradition orale brittonique du Nord : Myrddin vit en Cumbria. "Cette région fut une source de nombreuses traditions brittones" (Y. Guehennec, La tradition celtique, Fouesnant, 2024). Un débat ancien oppose les partisans d'une origine historique à ceux d'une origine mythologique. Il est peu vraisemblable qu'il soit une création littéraire du Moyen Âge. Pour Claude Lecouteux, il provient « de la littérarisation et de la christianisation d’un individu venu d’ailleurs, d’un lointain autrefois que même les auteurs du XIIe siècle ne comprenaient sans doute plus ». Par ses pouvoirs, Merlin s'apparente davantage à une créature de légende qu'à un être humain. La théorie la plus probable, soutenue par Philippe Walter (Dr h. c.) et différents universitaires, serait qu'il soit né d'une fusion entre un personnage légendaire celte et un personnage historique, un chef de clan supposé et nommé Myrddin, confondu avec l'Ambrosius dont parle saint Gildas.

Devin inspiré
Les récits légendaires autour de Merlin prennent certainement leurs sources dans un fonds celtique ou pré-celtique antérieur aux influences chrétiennes,. Quelques croyances « folkloriques", mais surtout un groupe solide de traditions poétiques et narratives ont survécu  par l'oralité jusqu'au XIIe siècle, quand les clercs couchent cette matière orale à l'écrit. Le Merlin primitif commet les « trois péchés du druide » et se retrouve déchu de ses anciennes fonctions, sous l'influence du christianisme qui diabolise la « magie druidique ». Myrddin Wyllt, Lailoken et Suibhne se convertissent tous trois à la foi chrétienne à la fin de leurs récits respectifs. Philippe Walter voit dans la légende celtique originelle de Merlin celle d'un druide divin lié à des rituels saisonniers calendaires, d'où son image d'homme des bois, d'astrologue, de devin et de magicien. L'existence d'un mythe fondateur autour de Merlin dans la mythologie celtique est possible. Cette théorie ne peut toutefois pas être totalement écartée, les premiers auteurs des écrits mentionnant Merlin s'appuyant sur le folklore populaire oral, mais aussi sur des traditions aristocratiques des Brittons de leur époque. Lors de sa christianisation, il perd certaines de ses anciennes caractéristiques comme sa maîtrise du temps, un attribut divin.

#### Fonds chamanique, divinité de la nature
Les pratiques chamaniques montrent beaucoup de points communs avec les pouvoirs attribués à Merlin, laissant à penser qu'il trouverait son origine dans un chamanisme eurasiatique primitif : ensauvagement, prophétisme et transformation en oiseau,. A. Mac-Culloch trouve des analogies entre le chamanisme pratiqué dans l'Altaï et les pratiques des Celtes, mais le celtisant Christian-Joseph Guyonvarc'h réfute l'idée d'un « chamanisme celtique ». Myrddin est bien antérieur aux "trois fonctions sociales", ce qui l’assimilerait aux dieux et entités « protéens » des Celtes et des Indo-européens, dont parle Claude Sterckx. Philippe Jouët écrit : "Myrddin est un personnage complexe dans lequel se rencontrent au moins cinq éléments hérités de périodes différentes de la tradition narrative et mythologique indo-européenne, puis celtique : le Feu de la parole (qui est au cœur du personnage) ; l’intermédiaire entre les mondes (et astronome) ; le conseiller des rois et devin ; le héros déchu soumis à des épreuves ; l’homme sauvage inspiré" (Dictionnaire de la mythologie et de la religion celtiques, Yoran éd, s.vv. Myrddin, Feu, Parole, Taliesin).
Nikolaï Tolstoï et Jean Markale ont suggéré qu'il était un avatar de Cernunnos, divinité celte de la nature. Il rappelle la tradition des divinités et créatures païennes de la nature et des forêts, comme le Sylvain, Sylvanus, le Faune et l'Homme sauvage,. Cette filiation est d'autant plus probable que Merlin raconte lui-même la légende de Faunus et de Diane dans le cycle Post-Vulgate. Le Sylvain peut se présenter comme un vieillard et posséder la force d'un jeune homme, comme Merlin.

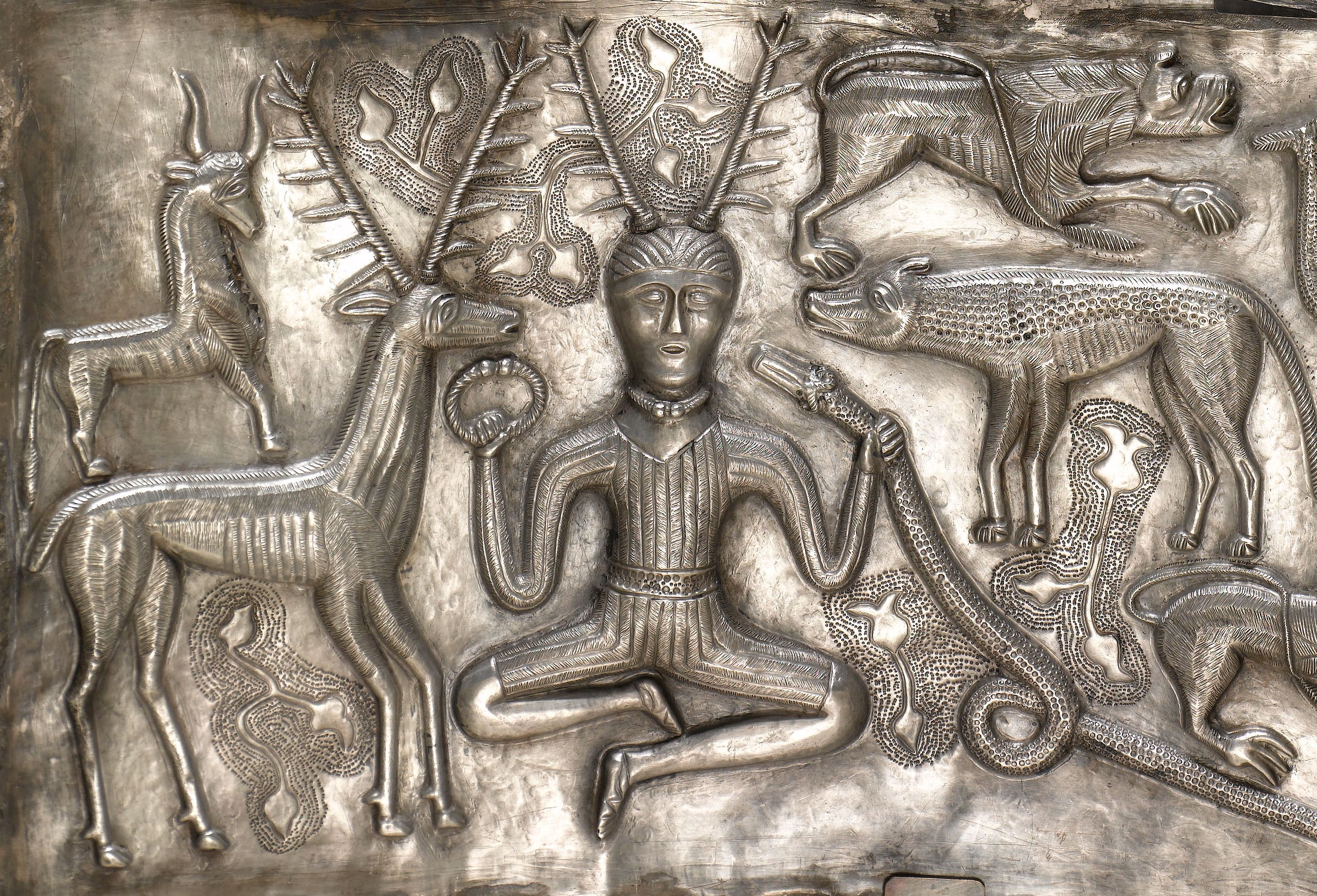
Le dieu celte Cernunnos (ici, sur le chaudron de Gundestrup) partage avec Merlin son rapport à la forêt et aux animaux qui y vivent, particulièrement le cerf.

#### Personnage historique
Dès 1868, Henri d'Arbois de Jubainville se pose la question de l'historicité de Merlin, et en conclut que sa légende a été fabriquée de toutes pièces pour expliquer le nom de Carmarthen (en gallois Caerfyrddin). Par la suite, certains chercheurs comme J. Douglas Bruce soutiennent que Merlin est une invention littéraire de clercs inspirés par les légendes celtiques, ce qui est une réduction anachronique.
L'existence d'un ou de plusieurs « Merlins historiques » est toutefois défendue par de nombreuses personnes, dont la professeure émérite Dr Norma Lorre Goodrich. Ce Merlin historique hypothétique a pu inspirer différents auteurs depuis le VIe siècle, à travers des manuscrits disparus désormais. Deux personnages historiques gallois seraient à l'origine du Merlin littéraire : un chef de clan nommé Ambrosius Aurelianus (cité dans le sermon de saint Gildas pour ses prophéties et sa bravoure au combat) et le barde gallois Myrddin Wyllt. Pour Philippe Walter, même si Myrddin est présenté comme un personnage historique dans certaines sources d'époque, cela ne signifie pas qu'il ait réellement existé. Les chroniqueurs médiévaux utilisent beaucoup d'éléments légendaires dans leurs écrits.
Norma Lorre Goodrich et l'occultiste Laurence Gardner défendent une théorie qui rejoint une certaine historicité. Pour Goodrich, « Merlin » est un titre porté originellement par l'évêque qui a couronné le roi Arthur historique. Pour Gardner, Myrddin était à l'origine le titre du devin du roi (« Seer to the king »), Taliesin étant le premier d'entre eux. Certaines personnes portant ces titres auraient inspiré la légende de Merlin.

### Filiation et naissance
La naissance de Merlin n'est détaillée que par les auteurs chrétiens de la légende arthurienne. L’Historia Brittonum mentionne simplement qu'il est un « enfant sans père ». Le nom de sa mère n'est généralement pas précisé, mais elle s'appellerait Adhan selon une vieille version des Prose Brut chronicles. L'identité de son père incube est assez floue. Philippe Walter postule qu'il était peut-être à l'origine un démon maritime ou un « vieux de la mer » (d'où l'étymologie de Mori:jn, « né de la mer », pour le nom de Myrddin), voire un esprit du souffle ou du vent avant de devenir un incube dans la transposition chrétienne et courtoise de la légende. Une stance des prophéties galloises le qualifie de Myrddin ap Morfryn, soit « Merlin fils de Morfryn », sans autre indication.
Dans son Historia regum Britanniae, Geoffroy de Monmouth écrit un commentaire dans lequel il suggère que Merlin est peut-être le fils d'un incube surnaturel, « de la nature des hommes et de celle des anges », qui aurait pris forme humaine pour approcher une femme vierge. Sans doute inspiré par ce commentaire, le trouvère belfortain Robert de Boron fait de Merlin un cambion, né d'une mère humaine et d'un père démoniaque dont il a hérité ses pouvoirs.

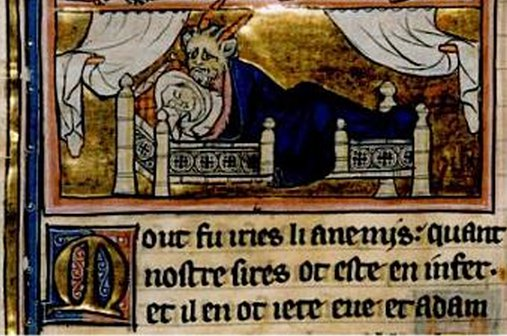
La conception de Merlin d'après un manuscrit français attribué à Robert de Boron, XIIIe siècle.

Le démon qui engendre Merlin est nommé Aquipedes (ou enquipedes, equibedes, engibedes), soit « aux pieds de cheval », par référence au cauchemar, dans les œuvres attribuées à Robert de Boron :
| Suite de Merlin, att. à Robert de Boron | Traduction de Henri de Briel |
| --- | --- |
| Je voil que tu saiches et croies que je sui filz d’un ennemi qui engingna ma mere, et cele meniere d’enemi qui me conçut a non enquibedes et sont et repairent en l’air. | Sache que je [Merlin] suis le fils d'un démon qui a possédé ma mère par ruse. Les démons qui peuvent engendrer s'appellent Ekupedes et vivent dans les airs. |

Sœur d'une prostituée, la mère de Merlin sait courir un grand danger et demande conseil à son confesseur Blaise, qui lui dit de ne jamais se mettre en colère et de garder une bougie allumée en permanence dans sa chambre, pour en éloigner le Diable. Mais un jour, elle se fâche contre sa sœur, se couche habillée et oublie la bougie. Le démon en profite pour concevoir Merlin qui est destiné, par sa naissance, à être un antéchrist,. La mère se repent. Merlin naît couvert de poils comme un animal, signe de sa filiation diabolique ou d'un rapport avec l'ours. Son père maléfique lui donne la capacité de voir le passé, sa mère touchée par la grâce de Dieu celle de voir l'avenir.
Dans le Lancelot-Graal, le diable se présente à une femme vierge et fort pieuse sous l'apparence d'un bel homme étranger. La naissance de Merlin est très différente dans le cycle Post-Vulgate, où un homme sauvage viole une femme endormie dans la forêt. Les écrivains modernes, comme Stephen R. Lawhead (1950-), auteur du Cycle de Pendragon, laissent eux aussi courir leur imagination sur la naissance de Merlin. Ce dernier le lie à la légende de l'Atlantide. Charis, fille du roi Avallach d'Atlantide, sa mère, en serait native. Son père Taliesin est un Breton, fils d'Elffin, le roi de Caer Dyvi. Michel Rio fait de Merlin le fruit d'un viol incestueux entre son grand-père (surnommé « le Diable ») et sa mère dans sa trilogie Merlin, le faiseur de rois.
Dans tous les textes médiévaux, Merlin naît porteur d'une grande sagesse et montre une exceptionnelle précocité intellectuelle, comme en témoigne l'épisode où, enfant, il défie les mages de Vortigern qui souhaitent le sacrifier. Dès sa naissance, il est capable de parler et de prophétiser. Les auteurs de l'époque romantique, entre autres Edgar Quinet, ne manquent pas de souligner ce savoir exceptionnel et inné :

« L'enfant vint au monde, sans bruit, sans gémissements, obscurément, dans un coin du cloître ; mais quel ne fut pas l'étonnement de sa mère, qui n'osait pas même lui présenter le sein, lorsqu'elle entendit l'enfant lui dire d'une voix d'homme : « Mère, ne pleurez pas, je vous consolerai ! » Son étonnement redoubla lorsqu'elle le vit, échappé de ses langes, marcher à grands pas un livre à la main : « Qui t'a appris à lire, Merlin ? — Je le savais avant de naître. »

— Edgar Quinet, Merlin l'Enchanteur

## Capacités

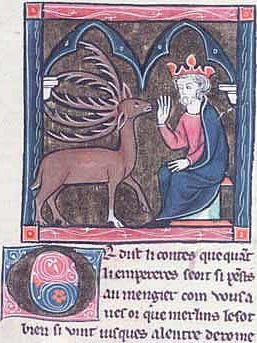
Merlin, changé en cerf au pied blanc, rencontre Jules César. Manuscrit anonyme du cycle Lancelot-Graal, 1286.

L'une des caractéristiques les plus évidentes chez Merlin, comme l'évoque bien son surnom d'« Enchanteur », est sa capacité à pratiquer la magie, à prophétiser, se métamorphoser et transformer l'apparence d'autrui. Il est aussi un bâtisseur fabuleux grâce à sa connaissance des secrets des pierres, doté d'une science et d'un savoir sans limites. Insoumis aux lois du temps, Merlin peut se présenter alternativement comme un enfant ou un vieillard. Ses traits de personnalité rappellent autant l'enfant « par son goût du jeu, du déguisement et du canular », que le vieillard par « son détachement, sa sagesse et son expérience ». Pour prédire les événements, Merlin voyage à volonté dans le passé ou le futur,. Par son talent, il est aussi un maître ou une divinité de la parole qui représente la « véritable essence de son être »,. Comme dans la tradition druidique où elle est langue sacrée des dieux, magie, prophéties et poésie découlent de ses paroles. Bien qu'il possède d'immenses pouvoirs et sache tout du passé comme de l'avenir, Merlin est rempli de contradictions. Dans les romans français, il est trahi par ses élèves en magie, Viviane et Morgane. Dans les récits britanniques, il connaît des périodes de folie et d'immense tristesse dans la forêt.
Robert de Boron insiste sur sa position « au cœur de la lutte entre le bien et le mal », par sa naissance (il est le fils du Diable) et la rédemption de sa mère.
Merlin utilise ses pouvoirs pour servir les desseins divins (aider à l'avènement d'Arthur, la création de la Table ronde et la quête du Graal, notamment par Perceval) ou des objectifs plus troubles,. Au service des rois, il lutte contre les envahisseurs de la Bretagne mais son apparence effrayante et ses métamorphoses suscitent peur et méfiance.

### Métamorphoses
Merlin peut revêtir beaucoup de formes : enfant, vieillard, bûcheron, homme sauvage, génie sylvestre… Dans le Roman de Merlin, il apparaît au roi Arthur sous la forme d'un enfant de quatre ans pour lui reprocher d'avoir péché en s'accouplant avec sa sœur Morgane, puis sous celle d'un vieillard où il annonce qu'un chevalier à naître (Mordred) causera la perte du royaume.
Merlin peut aussi se changer en animaux. Les pouvoirs du Suibhne irlandais s'apparentent à ceux d'un chaman tels que les décrit Mircea Eliade, par sa capacité à voler et à se métamorphoser, notamment en oiseau,. Une autre métamorphose habituelle chez Merlin est celle du cerf, notamment dans les romans en prose :
|  | |  | |
|  | Lancelot-Graal, manuscrit BnF fr. 91, pl. 1229. |  | Traduction |
|  | Lors jeta son enchantement et se mua en merveillouse figure. Car il devint uns cers li plus grans et li plus merveillous que nus eüst onques veü, et il ot un des piés devant blanc et .V. branches en son chief, les greignoures c’onques fuissent veües sur cerf. |  | Il jeta alors son enchantement et prit un aspect merveilleux. En effet, il se transforma en un cerf, le plus grand et le plus extraordinaire qu'on ait jamais vu : l'une de ses pattes avant était blanche et il portait des bois à cinq branches, les plus imposants qu'un cerf ait jamais portés. |

Sous sa forme animale, Merlin conserve ses pouvoirs et la capacité de parler. Il est également capable de transformer l'apparence d'autrui, Uther Pendragon prenant l'aspect de Gorlois afin de concevoir Arthur sous l'effet de son sortilège.

### Bâtisseur

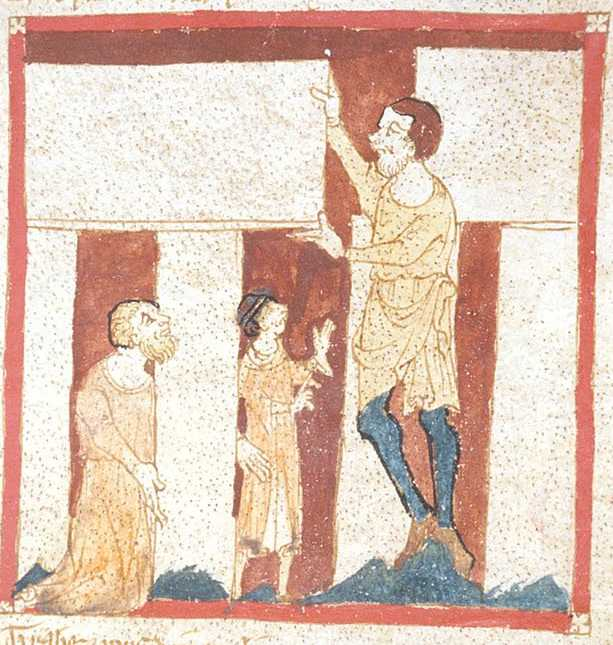
Merlin construisant Stonehenge, d'après un manuscrit de la British Library contenant une version abrégée du roman de Brut.

Ses talents de bâtisseur sont réputés et grâce à sa maîtrise de la pierre, Merlin peut construire des mégalithes. L'un de ses hauts faits serait d'avoir construit Stonehenge. Gerbert de Montreuil, continuateur de Chrétien de Troyes, raconte aussi qu'il érige un pilier magique enchanté sur le Mont Douloureux, sous le règne d'Uther Pendragon. La présence de ce pilier rend fous les mauvais chevaliers. Ce talent de bâtisseur s'associe avec sa connaissance des choses cachées, notamment dans le fameux épisode de la tour du roi Vortigern / Vertigier :

« Voulez-vous savoir, dit Merlin à Vertigier, pourquoi l’ouvrage s’écroule et qui l’abat ? Je vous l’expliquerai clairement. Savez-vous ce qu’il y a sous cette terre ? Une grande nappe d’eau dormante et sous cette eau deux dragons aveugles. L’un est roux et l’autre blanc ; ils sont sous deux rochers, ils sont énormes et connaissent chacun l’existence de l’autre. Quand ils sentent le poids de l’eau sur eux, ils se retournent avec un tel fracas de l’eau que tout ce qui est au-dessus chavire : ce sont eux qui font s’écrouler la tour. »

— Robert de Boron, Merlin

## Personnalité

### Quête du savoir, astrologie et prophéties
Merlin détient un savoir inaccessible au commun des mortels, notamment en astronomie. Ses connaissances sont acquises en marge de la société, par l'observation,. Il pratique également l'astrologie. Dans la Vita Merlini, il apprend le remariage de sa femme et l'existence de son amant par les astres. La discussion entre Merlin et Taliesin s'y apparente à une conférence théologique et druidique entre savants : avec Maeldin, ils forment par ailleurs une triade druidique. Philippe Walter suppose que Merlin acquiert ses connaissances dans un observatoire en pierres, semblable à certains monuments mégalithiques comme Stonehenge. Ces particularités le rapprochent nettement des druides de l'Antiquité, qui discutent de la nature du monde et des astres puis transmettent leurs observations aux jeunes, selon Jules César.
Merlin est prophète grâce à son savoir, et si la plupart de ses révélations concernent des événements tragiques, il prédit aussi des règnes à venir, notamment celui d'Uther Pendragon. En ce sens, il est un astrologue au service exclusif des rois de Bretagne. Cet aspect est absent des romans français, qui le présentent comme un « enchanteur » sans préciser la nature de son savoir. L'astrologie étant une pratique condamnée par l'Église, Robert de Boron et ses continuateurs taisent cet aspect. Parmi les auteurs modernes, seule Marion Zimmer Bradley, dans Les Dames du Lac, attribue à Merlin un rôle d'astrologue.

### Folie et rire

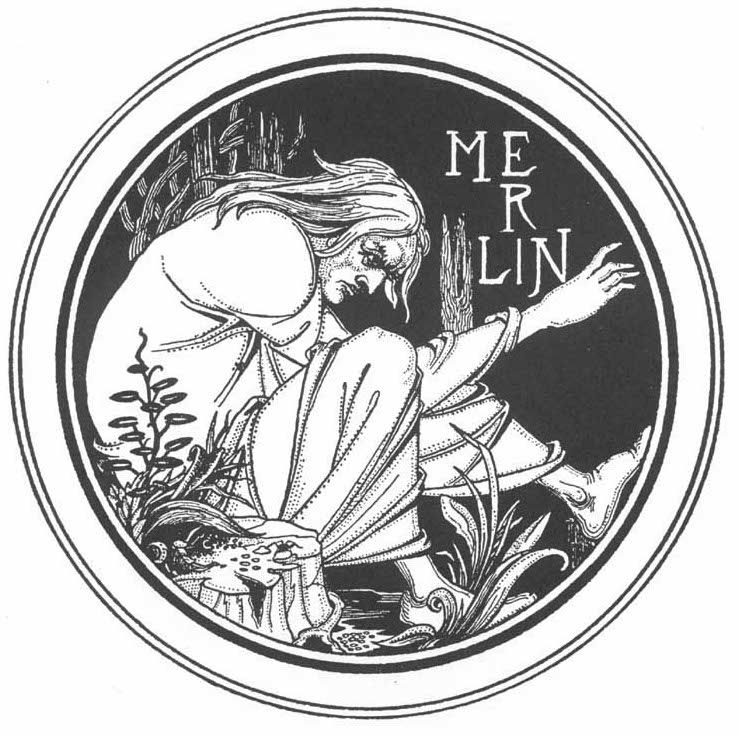
Merlin vu par Aubrey Beardsley, 1893.

Les sources médiévales présentent souvent Merlin comme un « fou ». Cette folie suit une défaite guerrière dans la Vita Merlini et la Vie de Saint Kentigern (Lailoken devient fou après une vision, et se cache en forêt). Dans La Folie de Suibhne, l'état est consécutif à la bataille de Magh Rath. Merlin est toujours transformé physiquement et mentalement pendant ses périodes de folie. Philippe Walter l'analyse comme une rage ou mélancolie « canine » provoquée par un déterminisme astral, une conjonction de planètes ou l'influence lunaire, résultat d'une possession. Merlin devient un sauvage, un homme-bête dont le comportement s'approche de celui des divinités sylvestres et des lycanthropes. Cette folie ne se déclencherait qu'à une date précise du calendrier celtique. Dans la Vita Merlini, ce serait aux trois jours des Rogations de mai, pendant la lune rousse. Dans la Vie de Saint Kentigern, c'est à l'arrivée de la saison claire pendant la fête de Carnaval. Sa folie mélancolique s'apparente bien plus au délire scientifique et à un état second permettant de révéler des vérités qu'à une pathologie mentale.
Guy D'Amours voit dans la folie de Merlin une expression d'éveil spirituel, en se basant sur la psychologie analytique de Carl Gustav Jung. Dans la plupart des textes médiévaux (et certaines adaptations modernes), ces périodes de folie aboutissent à une conversion au christianisme, par probable analogie avec la passion du Christ. René Barjavel traite longuement de la folie dans son roman L'Enchanteur (1984), à travers un combat dans l'esprit même de Merlin. Il en guérit en faisant corps avec la forêt, pour se fondre en elle. L'association avec la forêt, lieu où Merlin vit ses périodes de folie, est elle aussi une constante dans les textes de toutes les époques.
Robert de Boron n'accorde pas une grande place à la folie de Merlin, mais chez lui, le rire affiche l'altérité de son esprit. Merlin est fréquemment hilare, ce rire peut être l'expression de sa folie mais serait plutôt à rapprocher de celui de l'Homme sauvage. Avec sa connaissance du temps et de l'Autre Monde, Merlin (comme Démocrite) rit de l'inconséquence des hommes avant de prophétiser des tragédies. Il a l'intuition de toutes les vérités et des événements à venir, il peut parcourir le temps à l'envers. Son rire de devin renvoie à sa très haute sagesse et sa connaissance sans limites, suivant une longue tradition d'hommes sauvages et de devins rieurs. C'est « le signe d'une connaissance surnaturelle qui permet à Merlin de percevoir les choses cachées », notamment les trésors souterrains. Dans la Vita Merlini, il rit d'un mendiant assis devant une porte parce qu'il devine qu'un trésor est enterré en dessous, puis d'un passant achetant des chaussures et de quoi réparer ses semelles alors qu'il sait que le malheureux va se noyer.

### Rapport au monde

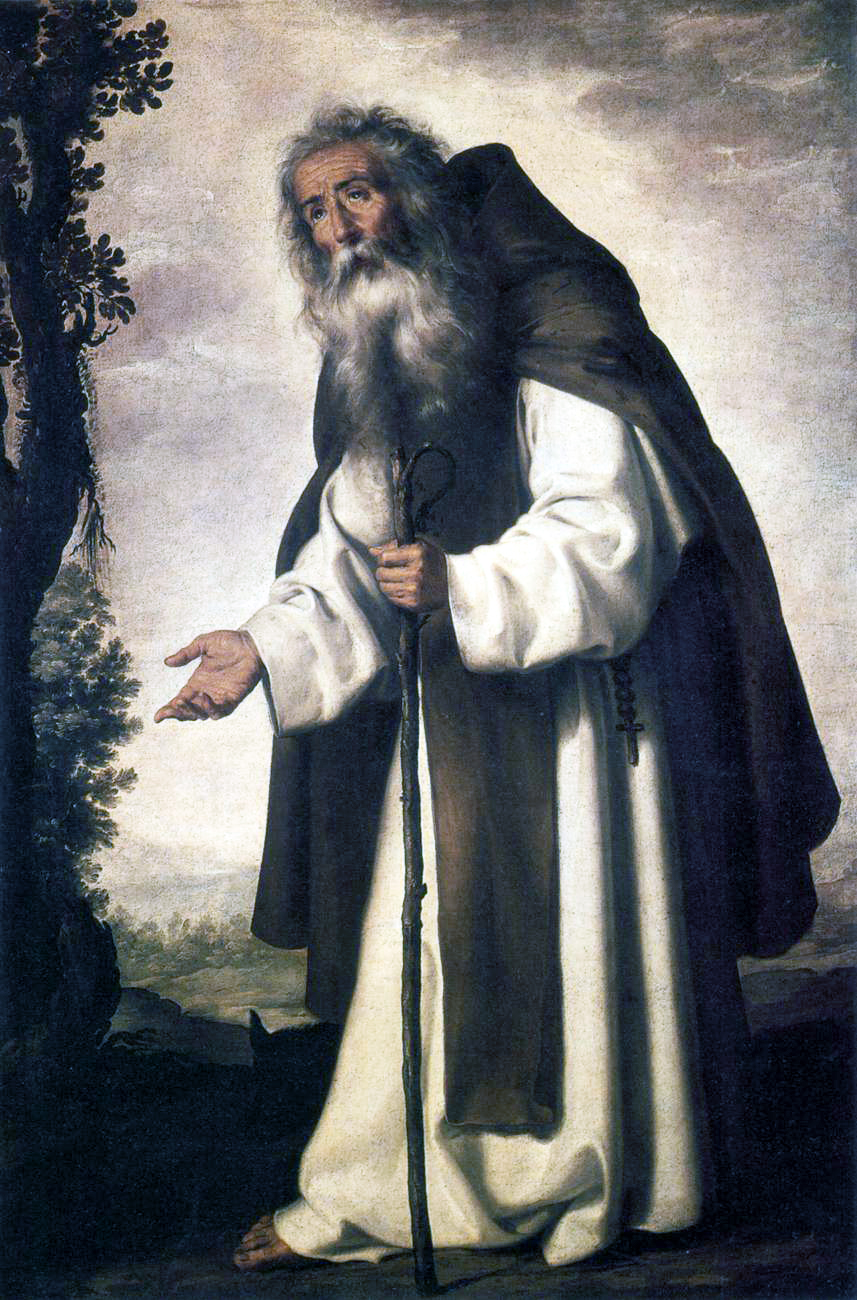
Par sa vie d'ermite proche de la nature et son association au monde animal, Antoine le Grand est comparable à Merlin

Merlin entretient des rapports étroits avec les forces de la nature, notamment la forêt, le pommier et le dragon. Sa sagesse provient de son contact avec la nature. C'est aussi un personnage nettement marginalisé. Anne Berthelot le voit comme le reflet d'une humanité déformée, à la limite de la bestialité en raison de son rapport avec les mascarades. Stephen Thomas Knight suppose que cette marginalisation résulte de l'immensité de son savoir. La sauvagerie de Merlin en fait « l'homme des bois le plus célèbre du Moyen Âge ». L'ensemble des forces sylvestres, aussi bien la forêt elle-même que les animaux qui la peuplent, est entièrement acquis à sa cause. La frontière entre Merlin et le monde sylvestre est elle-même floue. Il est sensible au rythme des saisons avec ses périodes de déclin (folie) et de renouveau. Il est capable de prendre l'apparence d'animaux et se compare lui-même à certains arbres : c'est le maître du temps et l'esprit du végétal. Le saint chrétien ermite Antoine le Grand est assez proche de lui : victime de possessions démoniaques, associé au sanglier, fuyant les hommes pour se rapprocher du divin.

#### Les arbres et la forêt
La forêt forme l'environnement naturel et favori de Merlin. Les romans français évoquent ses disparitions de la cour d'Arthur pour s'y réfugier, en compagnie de son confident Blaise en Northumberland. Si la forêt de Merlin est située au Nord de la Britannia dans les plus anciens textes, elle est décrite comme étant la forêt de Brocéliande au fil du temps. Dans les sources plus anciennes, comme la Vita Merlini, son rapport avec la forêt est différent puisqu'il se réfugie en Calédonie par réaction à une malédiction. Ce lien le rapproche des divinités celtiques dont la forêt est le domaine habituel, et des personnages d'inspiration chamanique, comme l'esprit des forêts toungouses décrit par Uno Harva, qui monte les bêtes sylvestres et se métamorphose lui-même. Le mythe de l'homme sauvage compte les faunes romains et inclut la légende de Merlin. Dans la mythologie celtique, la forêt est un passage vers l'Autre Monde, un monde habité par les forces divines. Pour Merlin, elle est aussi un lieu de science où la présence de la nature préserve les forces magiques : selon la Vita Merlini, c'est dans la forêt que Merlin choisit d'établir sa demeure à soixante-dix portes et soixante-dix fenêtres, où il étudie l'astronomie et l'astrologie.
Le pommier est l'arbre favori de Merlin. Il en pousse abondamment sur l'île d'Avalon. Cet arbre symbolise la connaissance, l'initiation et l'immortalité. Le poème « Les pommiers de Merlin », dans le Livre noir de Carmarthen (v. 1250) en montre l'importance, tout comme le début de la Vita Merlini où il se réfugie dans un pommier qui le rend invisible, pour échapper aux troupes ennemies de son seigneur Gwenddolau. Philippe Walter pense que le pommier, arbre magique auquel Merlin peut s'adresser dans ses périodes de folie, est aussi son arbre protecteur et providentiel, un dispensateur du savoir sacré lié à la divination et à la parole. Les arbres sont, de manière générale, des dispensateurs de pouvoirs divinatoires et de science pour tous les druides,. Merlin se compare occasionnellement à un « chêne pourrissant », arbre des druides, dans la Vita Merlini.

#### Les animaux et le dragon

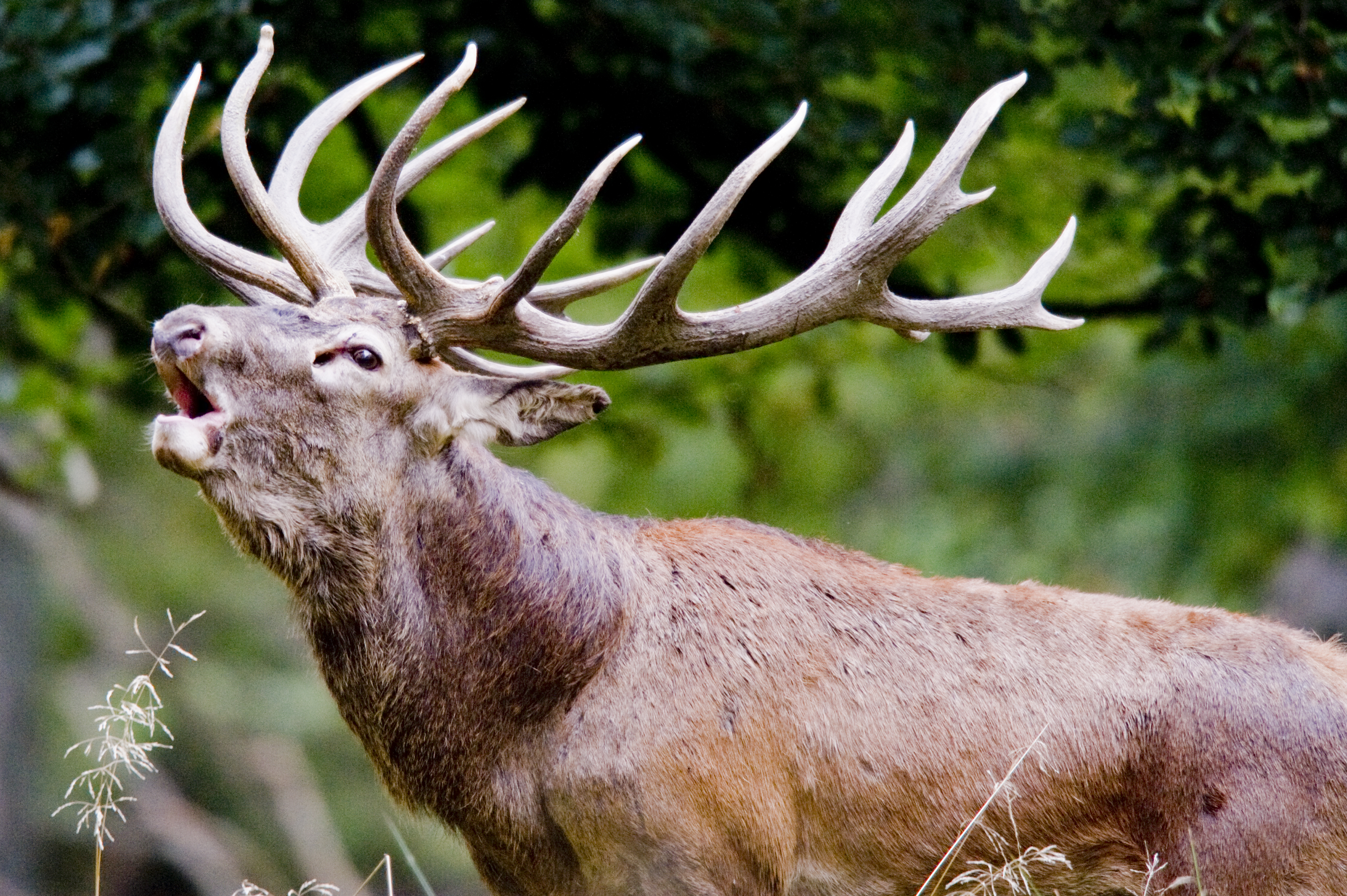
Un cerf, animal lié à Merlin.

Merlin entretient un rapport privilégié avec les animaux forestiers, notamment le cerf qu'il chevauche (selon Geoffroy de Monmouth), un animal omniprésent dans les cultes celtiques et préceltiques. Le loup gris (Canis lupus) l'accompagne durant l'hiver (le nom de son maître, Blaise, est en rapport étroit avec celui du loup, Bleizh en vieux breton), le sanglier et/ou le porc (ses disciples sont surnommés « petits cochons » dans les poèmes gallois), et enfin l'ours (il naît poilu comme un ours) font également partie de ses compagnons. Il comprend les animaux et se fait comprendre d'eux. Ces caractéristiques renvoient au chamanisme.
Son rapport avec le dragon est particulier. Au contraire des chevaliers de la Table ronde qui combattent les reptiles, Merlin n'est pas un sauroctone. Il apprivoise les dragons, prenant sur eux un ascendant de nature druidique et magique. Le roi Vortigern (Vertigier selon Robert de Boron) trouve un « enfant sans père », Merlin, qui lui apprend qu'un dragon rouge et un dragon blanc se battent sous les fondations de son château). Dans le roman de Robert de Boron, il vient en aide à la famille Pendragon, notamment Uther à qui il permet de coucher avec la femme de ses rêves pour concevoir Arthur. Plus tard, Merlin interprète favorablement l'apparition d'un reptile dans le ciel pendant une bataille. Pour aider Arthur, il utilise une enseigne en forme de dragon vivant qui « jette feu et flammes par la gueule ». Le dragon revêt pour lui un côté protecteur et totémique, Merlin est par ailleurs représenté sous forme de dragon lui-même dans une chronique de Jean de Würburg concernant Guillaume François d'Autriche.

### Entourage

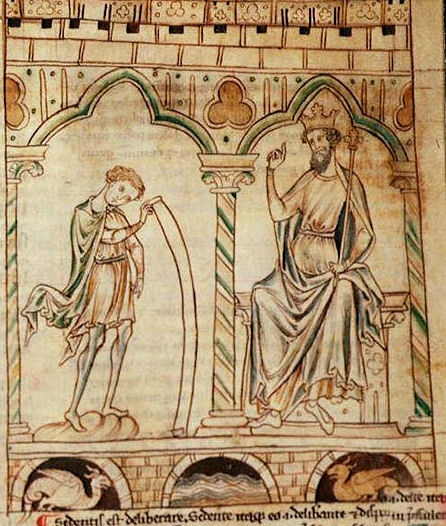
Merlin prophétisant devant le roi Vortigern. Manuscrit anonyme des Prophetiae Merlini de Geoffroy de Monmouth, British Library, v. 1250-1270.

Merlin est entouré d'autres personnages littéraires provenant d'un fonds mythologique celtique ou de la légende arthurienne. Les plus connus sont le scribe Blaise, qui consigne son histoire, le roi Arthur qu'il veille et protège, et la fée Viviane qu'il aime. Morgane et Viviane sont ses élèves. Malgré tout son savoir, Merlin est piégé par les ruses de ces deux femmes.

#### Taliesin
Le personnage mythique de Taliesin, dont l'histoire provient du même fonds de mythologie celtique brittonique que les plus anciens textes concernant Merlin, est très proche de lui. Sa naissance est chamanique, puisque son père Gwion Bach se change en grain de blé puis se fait avaler par la sorcière Ceridwen sous forme de poule. Neuf mois plus tard, le premier mai, elle donne naissance à Taliesin (qui peut être vu comme Gwion Bach lui-même) et l'abandonne sur un bateau. Taliesin, comme Merlin, est en quelque sorte un enfant sans père. Il est prédestiné, ses actions et les grandes dates de sa légende sont en relation étroite avec le calendrier celtique. Les Triades galloises citent Merlin et Taliesin côte à côte. Ils sont peut-être issus d'un même druide divin celtique.

#### Blaise

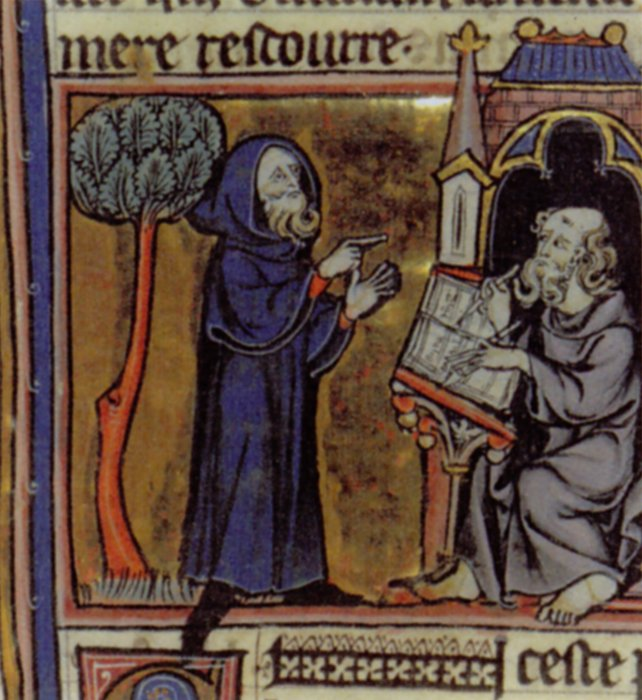
Merlin dictant un poème à l’historien Blaise
(Enluminure d’un manuscrit français du XIIIe siècle).

Maître Blaise est, dans les romans français (depuis Robert de Boron) le scribe et confident personnel de Merlin. Confesseur de la mère de Merlin, son rôle est par la suite d'écrire tout ce que lui raconte l'enchanteur, y compris ses prédictions. En cela, il répartit les rôles : Merlin est un conteur oral mais pas un écrivain, fonction entièrement dévolue à Blaise. L'apparition de Blaise dans les récits renvoie concrètement à la création littéraire médiévale, l'écrivain n'étant le plus souvent que celui qui adapte un récit de tradition orale.
Pour Philippe Walter, Blaise est à l'origine un homme-loup (d'où le rapprochement en vieux breton avec le nom de l'animal), dont la fonction est d'être le double de Merlin. Cette association expliquerait l'apparence animale de Merlin à la naissance et le nom de Lailoken, « le jumeau ». Elle ferait de Merlin et Blaise des jumeaux divins,.

#### Uther, Arthur et les chevaliers de la Table ronde

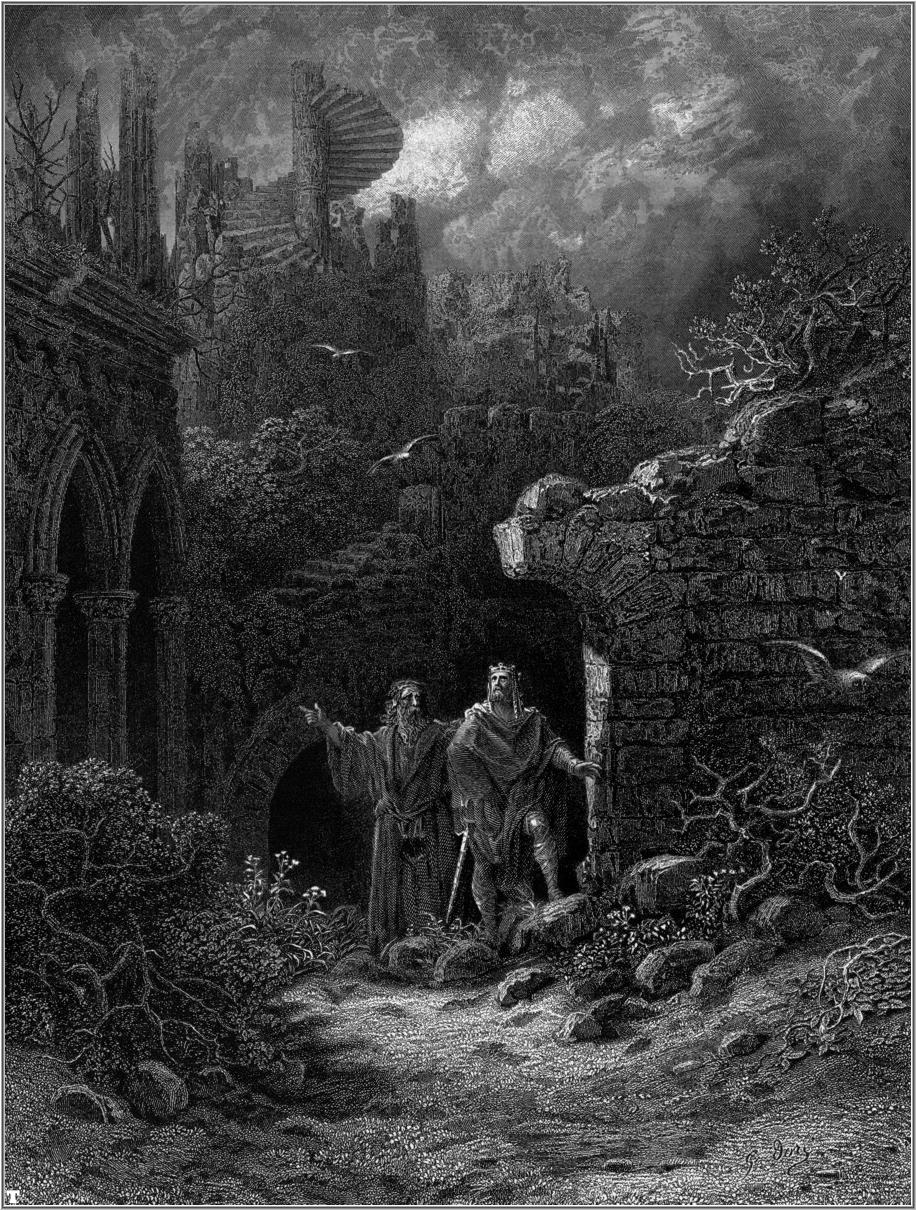
Merlin conseillant Arthur, illustration de Gustave Doré pour Idylles du roi de Lord Alfred Tennyson, 1868.

La plupart des ouvrages qui parlent de Merlin évoquent aussi Arthur et les chevaliers de la Table ronde. Ces textes datent pour la plupart du XIIIe siècle au XVe siècle. Son rôle dans la légende arthurienne est d'aider à l'accomplissement du destin du royaume de Bretagne (ou royaume de Logres, la Loegrie). Grâce à sa sagesse, il devient l'ami et le conseiller du roi Uther Pendragon. À la mort de celui-ci, il organise le défi de l'épée Excalibur qui permet à Arthur, fils illégitime d'Uther, de succéder à son père. Puis il incite Arthur à instituer la Table ronde afin que les chevaliers qui la constituent puissent se lancer dans des missions, notamment la fameuse quête du Graal. Malgré toutes ses connaissances, Merlin ne peut rien contre la destinée du royaume ni la fin tragique du roi Arthur.

#### Vie amoureuse

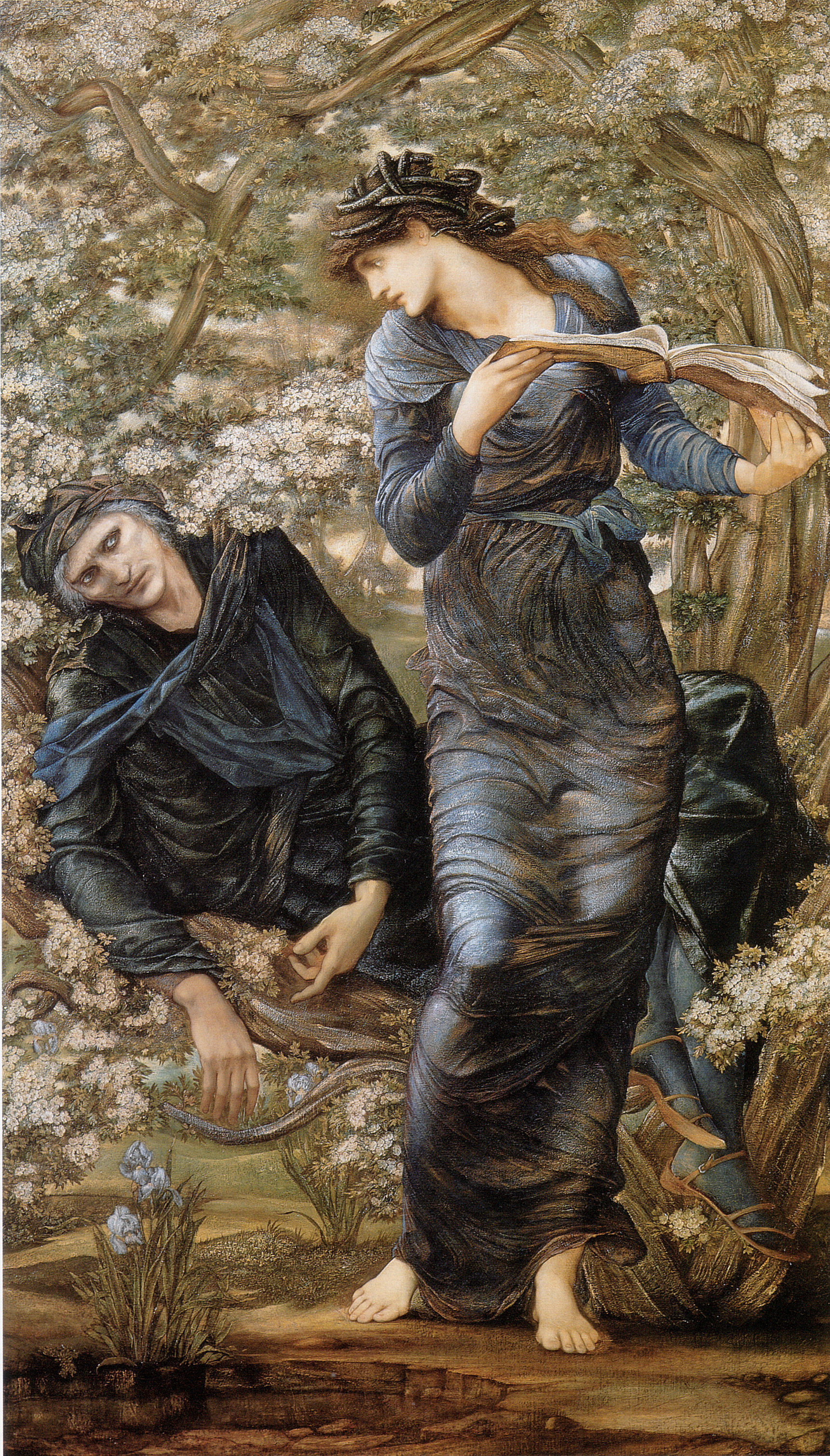
L'Enchantement de Merlin, toile d'Edward Burne-Jones, 1874. Conservée à la Lady Lever Art Gallery, Port Sunlight.

La vie amoureuse de Merlin est généralement marquée par son attirance pour de très belles jeunes femmes. Dans la Vita Merlini, il a pour épouse Gwendoline (Guendoloena), mais nourrit une passion pour sa sœur Ganieda (Gwendydd). Il apprend l'infidélité de sa femme, enfourche un cerf, et se rend au palais en compagnie d'animaux forestiers. Celle-ci l'aperçoit depuis une fenêtre avec son amant, et éclate de rire. Merlin arrache les cornes de son cerf, et les jette à la tête de l'homme, qui périt sur le coup. D'après Claude Gaignebet, cette scène provient d'un ancien rite carnavalesque, dans lequel le cocufié est en relation avec le cerf.
Robert de Boron supprime de ses textes la relation incestueuse de Merlin et Ganieda pour la remplacer par la fée Viviane, tradition suivie par de nombreux continuateurs. Inspirée de Ganieda, Viviane a pour avatars la Dame du Lac et l'enchanteresse Nimue. La séduction de Merlin est toujours racontée de la même façon par les auteurs médiévaux : la jeune femme séduit le sage Merlin qui succombe à ses charmes, et lui livre ses secrets de magicien qu'elle finit par retourner contre lui pour l'emprisonner. Le couple est inspiré de celui de Diane et Faunus dans la mythologie romaine, d'où la crainte de Viviane de perdre sa virginité, en écho à la légende de Diane. Dans le Lancelot-Graal, Merlin apparaît comme un être lubrique et la sage Viviane (âgée de douze ans) souhaite se protéger de ses ardeurs. Une tradition récente du château de Comper, en Bretagne, veut que pour plaire à Viviane, Merlin lui ait érigé un château visible d'elle seule au fond des eaux du lac de Comper.
La fée Morgane n'a pas de relation amoureuse avec Merlin, mais apprend elle aussi ses secrets de magicien, et les emploie pour contrarier les desseins du roi Arthur et de Lancelot (dans les textes plus tardifs).

### Disparition

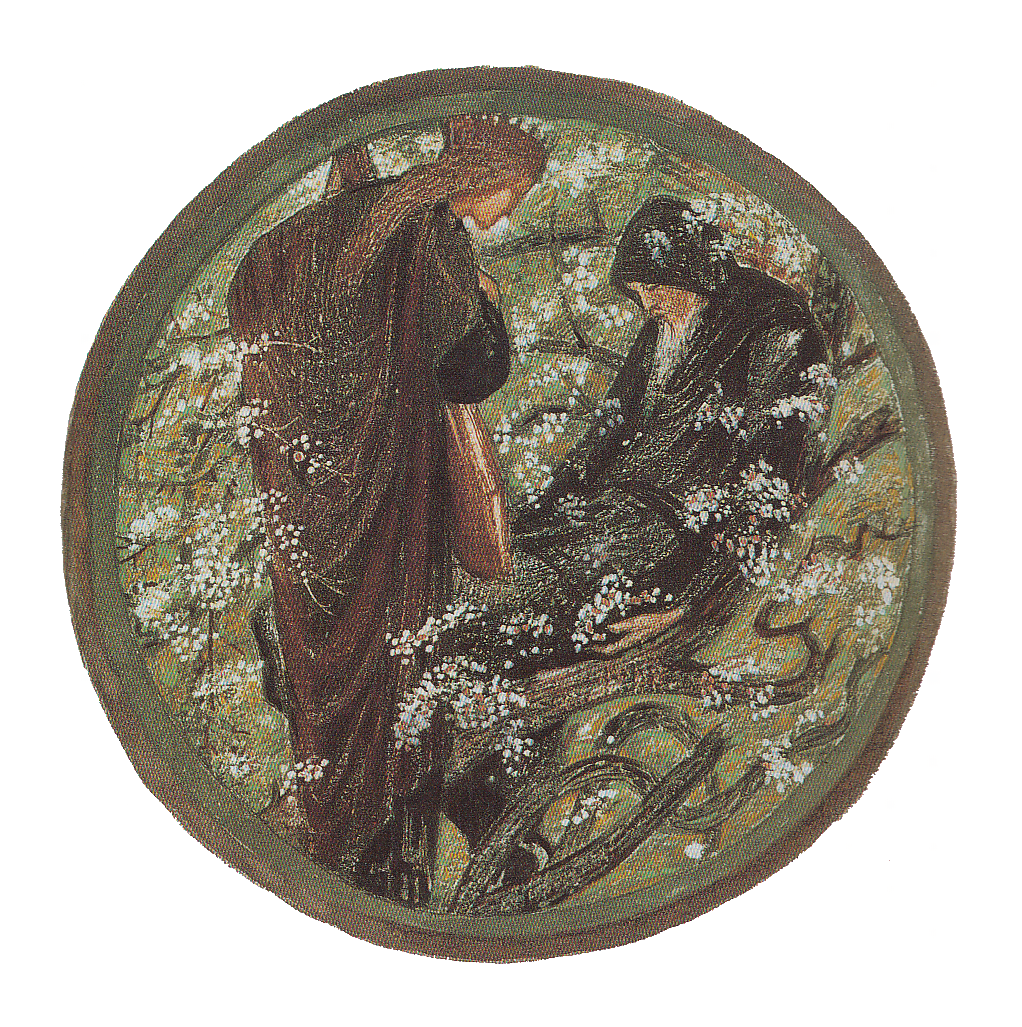
Witches' Tree, gouache sur papier d'Edward Burne-Jones dans The Flower Book (1905).

La fin de Merlin est évoquée de différentes façons selon les auteurs. Il ne connaît généralement pas de mort véritable, mais il est « retiré du monde » et repose « au cœur d'une inaccessible prison forestière, ni mort ni vivant ». Dans les textes gallois, il reste pour toujours dans la forêt. Dans la Vita Merlini, il passe son temps à observer les astres depuis sa demeure aux soixante-dix fenêtres, avec sa sœur. Une autre version évoque une tour de cristal. Il peut aussi faire retraite pour toujours avec son confesseur Blaise. Dans le Perceval en prose, Merlin se retire jusqu'à la fin du monde dans son esplumoir.
La version la plus connue est toutefois celle de « l'enserrement », à partir du Lancelot-Graal. La fée Viviane trahit Merlin, qui lui a raconté au préalable la légende de Diane emprisonnant Faunus, montrant ainsi sa connaissance de son propre destin. Or, il ne peut s'empêcher de révéler à Viviane la manière d'emprisonner un homme à jamais, sortilège qu'elle retourne contre lui. Merlin est enfermé pour l'éternité dans son esplumoir, dans une chambre ou une prison d'air (selon la plupart des romans français), sous un rocher (selon Le Morte d'Arthur de Thomas Malory), ou encore dans une grotte. Pour Francis Dubost, cet échec de Merlin est dû à son statut d'être fantastique, et donc d'« humain incomplet », qui ne peut réellement connaître l'amour. D'autres spécialistes supposent la jalousie de Viviane envers Morgane à qui Merlin enseigne aussi, ou bien le désir de la fée de protéger sa virginité. Quoi qu'il en soit, la mort du roi Arthur est consécutive à l'impossibilité qu'a Merlin de veiller sur le destin du royaume.

## Histoire littéraire
- fin IXe siècle : (la) Historia Brittonum
- fin Xe siècle : (cy + la) Annales Cambriae
- 1130-1135 : (la) Geoffroy de Monmouth, Prophetiae Merlini (Prophéties de Merlin) et Historia Regum Britanniae (Histoire des Rois de Bretagne)
- 1150 : (la) Geoffroy de Monmouth, Vita Merlini (Vie de Merlin)
- vers 1185, puis fin XVe siècle : (la) Lailoken et Kentigern dans la Vita S. Kentigerni (Vie de Saint Kentigern)
- 1190-1199 : (fr) Robert de Boron, Merlin en vers
- 1205-1210 : (fr) att. à Robert de Boron, Merlin en prose
- début XIIIe siècle : (fr) Perceval en prose
- 1220 : (fr) Lancelot en prose
- vers 1250 : (fr) Merlin-Huth dans le cycle Post-Vulgate
- vers 1250 : (cy) Livre noir de Carmarthen contenant « Les Pommiers », « Le Dialogue entre Merlin et Taliesin » et « Le Dialogue entre Merlin et sa sœur Gwendydd »
- 1276 : (fr) Prophéties de Merlin
- vers 1280 : (gl) Une légende concernant Merlin dans les Cantigas de Santa Maria (cantiga n°108).
- probablement du XIIIe au XVe siècle (manuscrits datés de 1671-1674) : (ga) Buile Shuibhne (La Folie de Suibhne)
- vers 1475 : (de) Ulrich Füterer, Morlin
- 1485 : (en) Thomas Malory, Le Morte d'Arthur

Chronologie des textes médiévaux concernant Merlin

Les références à Merlin sont rattachées à la mythologie celtique galloise et à la littérature irlandaise autant qu'à celle de l'Angleterre et de la France du Moyen Âge, ce qui montre le peu de cloisonnement de la littérature médiévale,. À l'époque de la rédaction des plus anciens textes, l'Angleterre et une partie de la France sont réunies par le baronnage anglo-normand. Il n'existe pas de récit fondateur, le personnage de Merlin étant le résultat d'une longue évolution littéraire. Chaque auteur s'appuie plus ou moins sur ses prédécesseurs. D'après Philippe Walter :

« L'histoire romanesque de Merlin s'est construite par étapes grâce à la fusion progressive de traditions orales d'origine galloise, parfois étrangères les unes aux autres, mais aussi grâce à l'édulcoration proprement littéraire permise par les réécritures successives de la légende. »

— Philippe Walter, Merlin ou le savoir du monde
Pour autant, ces différents auteurs ne reprennent pas tous les éléments plus anciens concernant Merlin :

« Le mythe littéraire de Merlin se présente comme une sorte de grande décharge dans laquelle des débris, des morceaux de mythes sont éparpillés. Les auteurs contemporains viennent y puiser leurs idées et recyclent ces débris de mythe pour recréer un Merlin toujours nouveau, en mouvement »

— Gaëlle Zussa, Merlin. Rémanences contemporaines d’un personnage littéraire médiéval dans la production culturelle francophone
Merlin est réinterprété et réinventé par confrontation avec le christianisme. Son obsession pour les prophéties et le messianisme témoigne de cette influence religieuse. Le Merlin littéraire mêle finalement l'origine celtique à la culture chrétienne. Il suscite la méfiance de l'Église, qui cherche à marginaliser ce « prophète païen ». Le Liber exemplorum (1275) présente un démon qui affirme « connaître parfaitement Merlin ». D'autre part, il est écrit dans le Lancelot-Graal que Merlin n'a jamais été baptisé ni n'a rien fait de bon dans sa vie, sinon des œuvres démoniaques.
Sa popularité se développe après 1066, l'installation des barons normands en Angleterre favorisant une culture commune et de nombreux échanges entre les îles Britanniques et l'actuel territoire français. Aliénor d'Aquitaine, férue de poésie et de roman, promeut la légende arthurienne qui rencontre un grand succès aux XIIe siècle et XIIIe siècle. Merlin connaît alors une nette évolution. Suibhne, Myrrdin, Lailoken et le Merlinus de la Vita Merlini sont des rois divins et vaincus, exilés dans la forêt où ils se muent en devins et connaissent la folie. Ils constituent trois variations autour d'un même thème mythique. Originellement savant et devin, Merlin devient le conseiller du roi Arthur et l'amant malheureux de la fée Viviane dans les récits français.
| Épisode de la légende de Merlin | Sources notables                                   |
| --- | -------------------------------------------------- |
| Naissance, par une mère vierge et un démon | Robert de Boron, Merlin en vers et Merlin en prose |
| Vortigern cherche un « enfant sans père » sur les conseils de ses savants, pour le sacrifier afin que son sang consolide la tour de son château | Historia Brittonum, Historia Regum Britanniae      |
| Construction de Stonehenge | Historia Regum Britanniae                          |
| Blaise consigne l'histoire de Merlin | Merlin en prose, att. à Robert de Boron            |
| Folie à la suite de la bataille d'Arfderydd (v. 573)                                                                                            | Annales Cambriae, Livre noir de Carmarthen         |
| Uther Pendragon prend l'apparence du duc de Cornouailles grâce à un sortilège de Merlin, et conçoit Arthur avec Ygerne, dont il est amoureux.   | Historia Regum Britanniae                          |
| Merlin se change en cerf au pied blanc pour rencontrer Jules César                                                                              | Lancelot-Graal                                     |
| Merlin choisit les chevaliers de la Table ronde                                                                                                 | Merlin en prose, att. à Robert de Boron            |
| Arthur est prévenu de la naissance de Mordred et de la chute prochaine de son royaume                                                           | Post-Vulgate                                       |
| Merlin pousse les chevaliers de la Table ronde à partir en quête du Graal                                                                       | Perceval en prose                                  |
| Enserrement par la fée Viviane | Lancelot-Graal, Le Morte d'Arthur                  |

### Sources britanniques et irlandaises
Les plus anciennes références possibles à Merlin figurent dans De Excidio et Conquestu Britanniae, et sont attribuées à Gildas le Sage qui mentionne Ambrosius Aurelianus, chef romain combattant avec les Bretons contre les Pictes au VIe siècle. Bède le Vénérable reprend ce récit. Bien que le nom de Merlin n'y apparaisse toujours pas, l'Historia Brittonum, composée jusqu'à la fin du IXe siècle, forme le premier texte qui puisse véritablement lui être lié. Il introduit l'usurpateur Vurtigern et un certain Arthur aux côtés d'Ambrosius, enfant sans père qui prédit la victoire des Bretons sur les Saxons après avoir révélé la présence d'un dragon rouge et d'un dragon blanc sous la tour du château de Vurtigern. Il y a probablement eu volonté de créer un seul personnage avec Ambrosius Aurelianus et un « enfant sans père » légendaire, rattaché au souvenir de Dinas Emrys, voire à un chef de clan gallois nommé Myrrdin. Différents auteurs attestent aussi d'une confusion entre Merlin Ambrosius et le Myrddin des légendes galloises. Giraud de Barri distingue ainsi Ambrosius, prophète de l'époque du roi Vortigern, du Merlin sauvage de la forêt calédonienne dans son Itinerarium Cambriae.

#### Myrddin

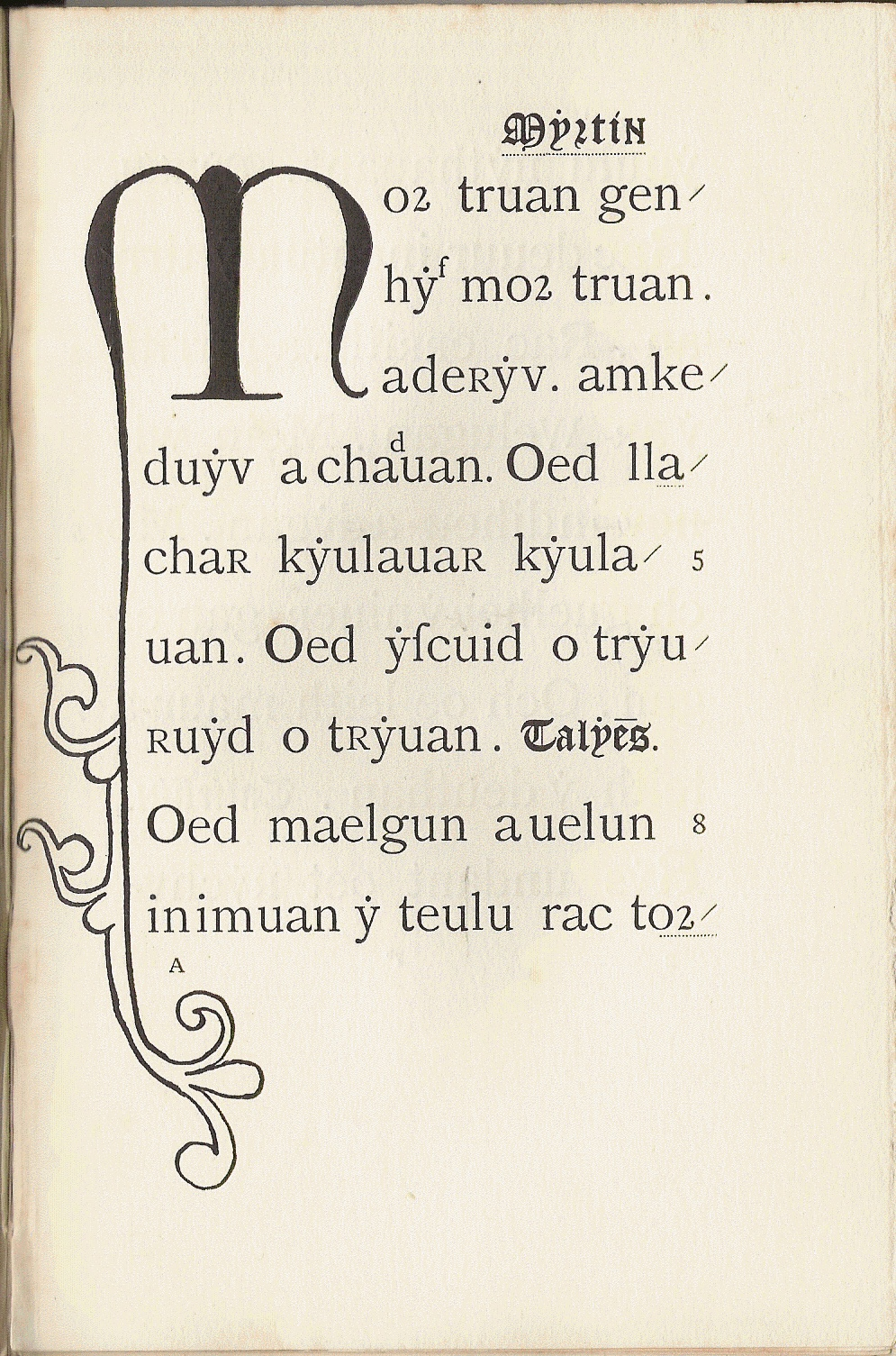
Première page de l'édition 1907 du Livre noir de Carmarthen par les éditions J. G. Evans, présentant l’Ymddiddan (le dialogue) entre Myrddin (Merlin) et Taliesin.

Myrddin Wyllt, tout comme Ambrosius, apparaît avant la période arthurienne. Les poèmes gallois parlant de lui, plus authentiques que les sources françaises, proviennent d'un fonds légendaire oral. Qu'il soit inspiré d'un personnage réel ou légendaire, Myrddin a acquis une certaine célébrité avant l'écriture de ces textes. Ce « Merlin primitif » est présenté sous un jour assez sombre. Myrddin est un fou vivant une existence misérable dans la forêt calédonienne, ruminant sur sa triste existence et la sanglante bataille qui l'a précipité si bas. Il acquiert le don de prophétie. Les allusions de ces poèmes parlent des événements de la bataille d'Arfderydd. Pour Philippe Walter, Myrddin est un roi à l'origine, dépossédé de sa souveraineté guerrière pour être cantonné à la seule souveraineté magique.
Les Triades galloises citent Taliesin et Myrddin Wyllt parmi les bardes. Le Livre rouge de Hergest contient quelques poèmes de Merlin. Les Annales Cambriae mentionnent : « Année 129 (v. 573) : La bataille d'Arfderydd entre les fils d'Elifer, et Guendoleu fils de Keidau ; durant laquelle bataille Guendoleu tomba ; et Merlin (Merlinus) devint fou ». Elles sont souvent citées pour justifier l'existence d'un Merlin historique au VIe siècle. Rhydderch Hael, roi de Strathclyde, aurait massacré les forces de Gwenddolau, tandis que Myrddin serait devenu fou en regardant la défaite. Le Livre noir de Carmarthen compte trois poèmes autour de Merlin : « Les Pommiers », « Le Dialogue entre Merlin et Taliesin » où Merlin et Taliesin parlent de sept batailles qui rempliront sept rivières de sang, et « Le Dialogue entre Merlin et sa sœur Gwendydd ». Les deux derniers sont formés de considérations sur l'histoire passée du pays. Gwendydd surnomme son frère le Juge du Nord, le Prophète, le Loin-Renommé, le Maître du Chant, le Mélancolique, le Sage et Le Combattant d'Arfderydd. Dans « Les Pommiers », (Afallen), Merlin (Myrddin) s'adresse à un arbre en déplorant la mort de son seigneur Gwenddolau, au service duquel il était barde. Il n'est plus au service de seigneurs, et vit à l'état sauvage.

#### Lailoken

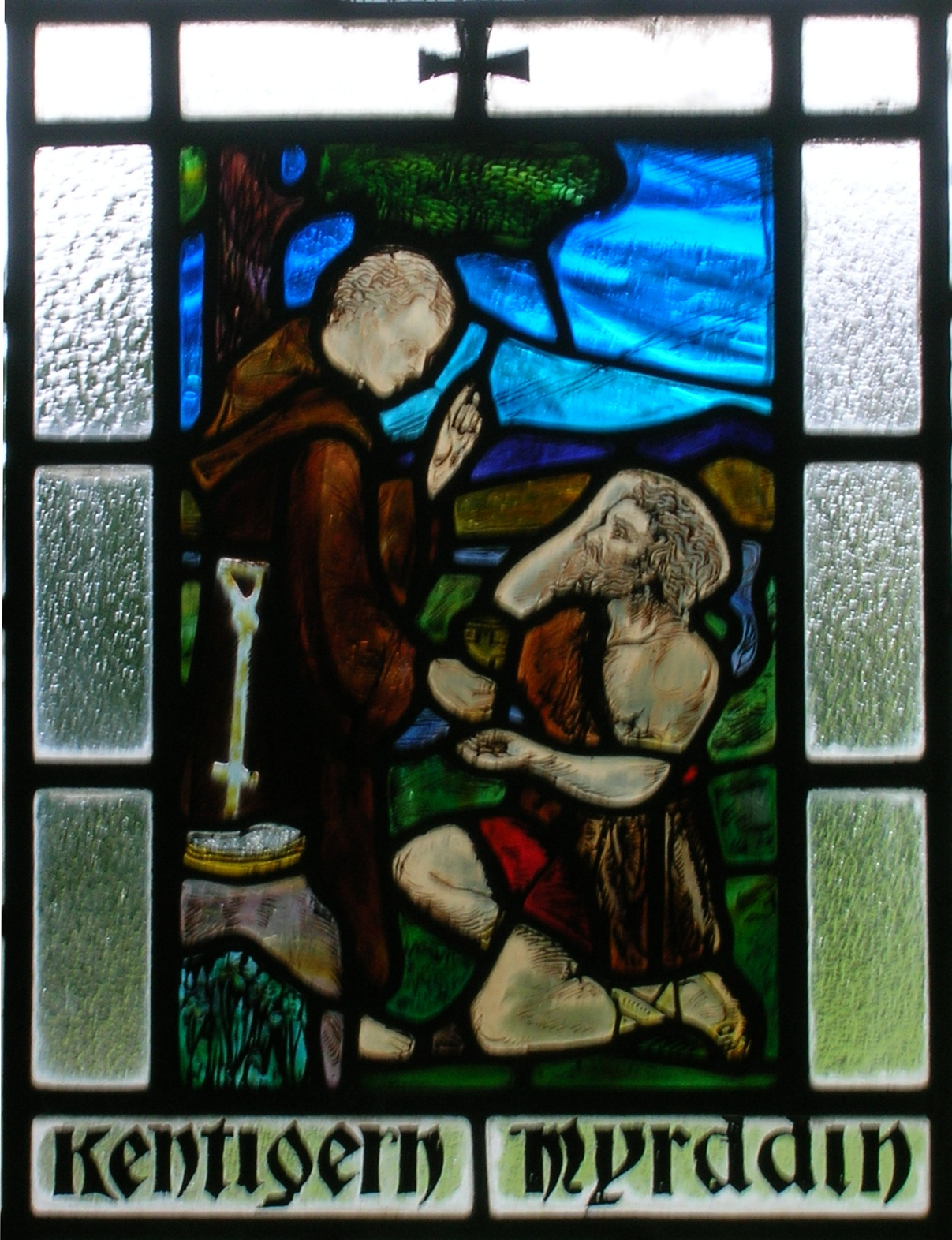
Saint Kentigern convertit Merlin (Myrddin) à la foi chrétienne, d'après un vitrail à Stobo Kirk en Écosse.

La légende de Lailoken est préservée dans deux manuscrits écossais rédigés en latin au XIIe siècle, autour de saint Kentigern. Dans Lailoken et Kentigern, Lailoken est un poète et prophète qui perd l'esprit durant la bataille d'Arfderydd, à la suite du passage d'une troupe de démons aériens. Il combat pour le Roi Gwenddolau ap Ceidiaw contre Rhydderch Hael, avant de s'enfuir vers l'Écosse. Saint Kentigern de Glasgow rencontre en un lieu désert ce fou nu et échevelé nommé Lailoken, que d'aucuns appellent Merlynum ou Merlin, et qui déclare être condamné à errer en compagnie des bêtes sauvages à cause de ses péchés. Il ajoute avoir été la cause de la mort des personnes tuées durant la bataille « en la plaine entre Liddel et Carwannok ». Après avoir raconté son histoire, le fou s'éloigne et fuit la présence du saint pour retourner à son état sauvage. Il demande finalement les derniers sacrements, prophétisant être sur le point de mourir d'une « triple mort ». Le saint exauce le souhait du fou ; alors les bergers du roi Meldred le capturent, le frappent à coups de bâton, le jettent dans la rivière Tweed où son corps est percé par un pieu, sa prophétie se trouvant ainsi accomplie.
Dans Le roi Meldred et Lailoken, l'homme sauvage est emprisonné trois jours pour refus de répondre aux questions du roi, et a une crise d'hilarité en voyant une feuille accrochée aux cheveux de l'épouse royale.

#### Suibhne
La Folie de Suibhne, texte irlandais anonyme et peu connu du monde francophone, raconte des faits censés se dérouler historiquement au Ve siècle. Il symbolise bien le versement du fonds oral celtique vers la littérature chrétienne. Suibhne est un « fou des bois » comparable à Lailoken. Il rappelle les anciens dieux de la forêt. Il est frappé de folie après une défaite en bataille, sous l'effet d'une malédiction lancée par saint Ronan dont il a jeté les livres à l'eau et tué l'un des clercs. Il vit dans les bois au creux d'un if. Sa femme le quitte pour rejoindre un autre roi. Dans ses moments de folie, il peut s'envoler sous la forme d'un oiseau. Dans les bois, il acquiert une connaissance parfaite des secrets de la nature. Un mari jaloux finit par l'assassiner. Ce personnage, en partie à l'origine de Merlin, présente de flagrantes analogies avec le monde du chamanisme.

#### Geoffroy de Monmouth
Les sources latines donnent véritablement « ses lettres de noblesse » au personnage de Merlin, et jouent un rôle décisif dans son statut de « héros breton ». Dans la première moitié du XIIe siècle, Geoffroy de Monmouth introduit Merlin dans la légende arthurienne en s'inspirant du fonds oral de la mythologie celtique. Son récit rencontre rapidement le succès, particulièrement au Pays de Galles. En tant que moine, Monmouth s'est certainement inspiré de la Bible dans ses récits. Il est le premier à décrire Merlin comme un magicien, en même temps qu'un prophète.
Merlin est un personnage central dans ses trois livres, Prophetiae Merlini (Prophéties de Merlin), Historia regum Britanniae (Histoire des rois de Bretagne), et la Vita Merlini (Vie de Merlin). Les prophéties consistent en une longue suite de prédictions concernant le règne des Saxons et l'indépendance de la Bretagne. Le second conte rapporte comment Merlin crée Stonehenge, ayant pour fonction d'être la sépulture d'Aurelius Ambrosius. Le troisième conte narre comment Merlin transforme l'apparence d'Uther Pendragon, lui permettant ainsi d'entrer dans le château de Tintagel pour y engendrer son fils Arthur.

##### Historia Regum Britanniae

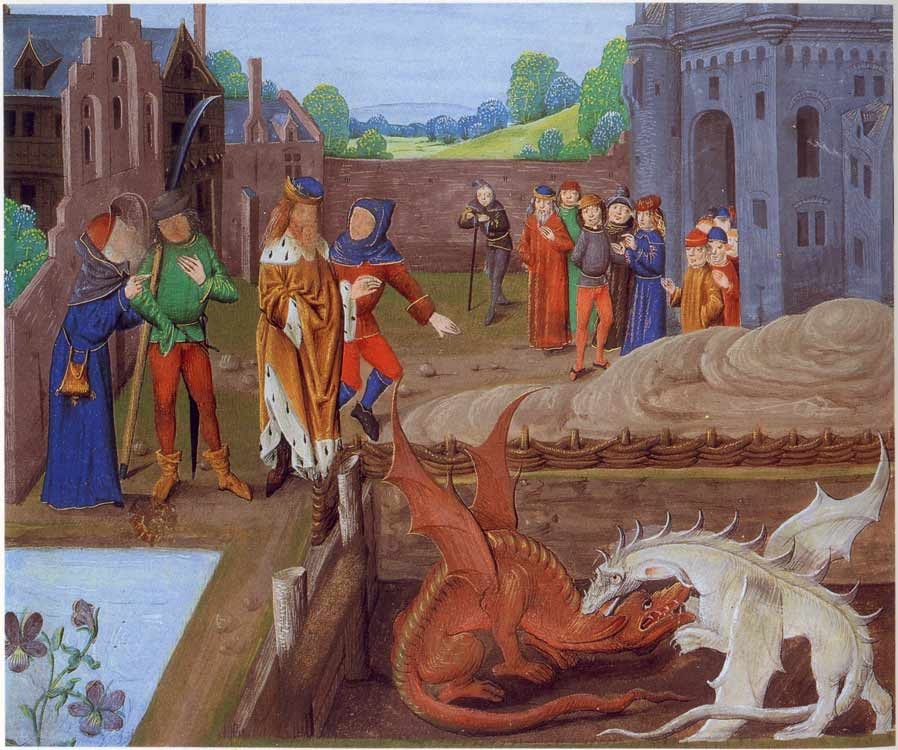
Manuscrit de l’Historia Regum Britanniae montrant le combat des deux dragons révélé par Merlin au roi Vortigern, XV.

Vers 1135, Geoffroy de Monmouth synthétise dans son Histoire des rois de Bretagne (Historia Regum Britanniae) des récits disparates. Première attestation du nom de Merlin dans la littérature, ce texte définit les principales caractéristiques du personnage dans la légende arthurienne. Il le présente comme un orphelin de père. Les mages de Vortigern souhaitent le sacrifier pour consolider la tour de son château qui ne cesse de s'effondrer, mais Merlin devine la présence des deux dragons souterrains qui perturbent les travaux,. Le récit de l'Historia Brittonum est ainsi repris presque sans changement.
L’Histoire des rois de Bretagne présente aussi des prophéties de Merlin sur l'avenir de l'île britannique, la construction de Stonehenge pour Ambrosius Aurelianus à partir de pierres qu'il fait venir du mont Killaraus en Irlande, et sa ruse en faveur d'Uther Pendragon pour qu'il puisse concevoir Arthur avec Ygraine, dont il est amoureux,. Wace adapte l’Historia Regum Britanniae de Monmouth dans le roman de Brut (1155), où Merlin joue un rôle secondaire de conseiller pour Uther Pendragon, afin de concevoir Arthur. Il y est très effacé, ce qui d'après P. Walter témoigne de son introduction récente dans la légende arthurienne. Wace ajoute à son récit la construction de la Table ronde.

##### Vita Merlini
La Vie de Merlin (Vita Merlini), rédigée v. 1150, est le texte médiéval le plus centré sur Merlin lui-même et s'ancre dans le fonds légendaire breton. Synthèse des récits gallois autour de Myrddin Wyllt (notamment de poèmes), Merlin y est présenté comme un roi, devin et prophète maudit, mais ses aspects les plus sombres sont gommés. Il perd une bataille avec son armée, et entre dans la forêt où il connaît une période de folie (rabies, proche d'une rage animale). Il est capturé et amené à la cour où il fait différentes prédictions, dont celle de la triple mort du fils de la reine après une crise d'hilarité. De retour dans la forêt pour plusieurs années, il voit le présage d'un remariage pour sa femme, enfourche un cerf et encorne son rival, ce qui lui vaut d'être une seconde fois capturé. Après deux autres prédictions justes, il retourne en forêt pour mieux connaître les secrets du monde. Une fontaine apparue au printemps le guérit de sa folie. Il rencontre Taliesin et un troisième devin, Maeldin. Ganieda, sa sœur, rejoint la triade et se met à prophétiser avec eux,. La recherche spirituelle de Merlin le rapproche du christianisme, le texte se conclut sur sa rédemption.
Ce texte s'appuie sur un mythe légèrement restauré plutôt que sur des sources historiques. D'après Philippe Walter, l'œuvre est à lire comme un palimpseste : elle comporte beaucoup d'éléments légendaires (la majorité purement celtiques) intégrés à un récit biographique en latin, dans le but probable de présenter Merlin en exemple pour les évangélisateurs chrétiens,. Geoffroy de Monmouth adapte son récit à son époque, mais semble avoir respecté ses sources. Merlin est un savant et un devin, « initié et initiateur ».

### Sources françaises
Les sources françaises coïncident avec un rayonnement exceptionnel de la légende de Merlin. Elles redistribuent son rôle et celui d'Arthur. Alors que Merlin était vu à l'origine comme un roi à la fois guerrier et magicien, il devient le dépositaire du seul savoir magique. Arthur représente au contraire la souveraineté guerrière. Robert de Boron consacre une grande partie de son œuvre à Merlin.

#### Robert de Boron
Composés à la fin du XIIe siècle et au début du XIIIe siècle, le poème de Robert de Boron et le roman qui en est issu constituent les sources les plus connues des médiévistes au sujet de Merlin. C'est véritablement lui qui donne toute son importance au personnage dans le cycle arthurien et qui lie les deux traditions britanniques, celle de l'enfant prophète sans père et celle de l'homme sauvage. Il consacre l'essentiel de son œuvre à Merlin, non sans l'entourer d'autres personnages importants de la légende arthurienne comme Blaise, Vortigern, la famille Pendragon, Ygerne (Ygraine) et le duc de Cornouailles. Il s'inspire de différentes sources plus anciennes, sans pour autant réadapter directement Wace et Monmouth, et développe le personnage. Seules quelques lignes de son poème sont parvenues. La version en prose devient populaire et s'incorpore dans le Petit cycle du Graal (Joseph d'Arimathie, Merlin, Perceval) et dans le Lancelot-Graal (Estoire del Saint Graal, Merlin, Lancelot, Queste del Saint Graal, Mort du roi Arthur).
Si le fond de l'œuvre de Robert de Boron reste attaché à ses origines celtiques, sa christianisation sous l'influence des clercs est nettement palpable, notamment dans l'épisode de la naissance de Merlin. Robert de Boron conte dans son Merlin en vers (v. 1190) la tentative ratée du Diable pour faire naître un antéchrist dans le sein d'une vierge, en s'inspirant de la tradition chrétienne de son époque. Cet épisode qui fait de Merlin le fils du Diable et d'une vierge rachetée par Dieu devient indissociable de la légende du personnage. Il a probablement remplacé le dieu païen d'une tradition plus ancienne par le Diable chrétien. Philippe Walter pense que cette version de la naissance de Merlin est une invention de Boron, inspirée par l'évangile de Nicodème et la mention d'incubes dans l'œuvre de Monmouth. Boron explique le pouvoir de Merlin à deviner passé et futur par son ascendance à la fois diabolique et divine. Il le présente, durant son enfance, comme un être à la fois dérangeant et prodigieux, d'une incroyable précocité, et ne manque pas d'évoquer les efforts de Merlin pour échapper à l'influence de son ascendance diabolique. Il développe beaucoup de scènes où Merlin rit (notamment lorsqu'il pratique la magie), certainement en écho à ses origines.
Il conserve aussi le lien du personnage avec la forêt (inspiré par la Vita Merlini), Merlin partant régulièrement se réfugier en Northumberland pour y rencontrer Blaise. Le texte de Boron introduit en effet Blaise, maître de Merlin, dépeint comme transcrivant la geste que l'enchanteur lui dicte lui-même, et expliquant comment cette geste devra être connue et préservée. Merlin devient, sous sa plume, celui qui choisit les chevaliers de la Table ronde et le conseiller militaire d'Uther. Il garde le récit de la ruse pour concevoir Arthur, Merlin se présentant successivement comme un vieil homme pour enlever le nouveau-né, puis comme un « prudhomme » pour le remettre à Antor. Uther accepte tous les plans et toutes les ruses que Merlin lui propose.

#### Perceval en prose et Lancelot-Graal

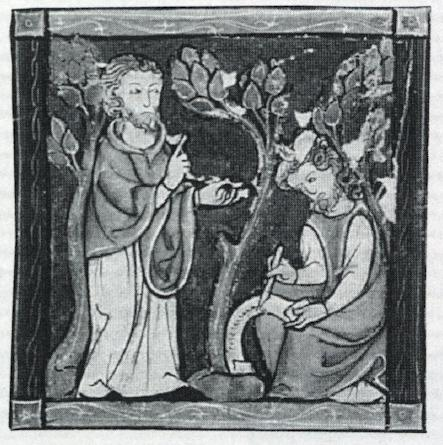
Merlin dans le Lancelot-Graal, manuscrit de Bonn.

Le Lancelot-Graal (ou cycle de la Vulgate, v. 1220), contrairement à l’Estoire de Merlin attribuée à Robert de Boron, le présente comme un être diabolique et repoussant par opposition à Viviane. Il introduit ainsi la chute de Merlin, causée par l'amour qu'il porte à la Dame du Lac (présentée comme étant la fée Viviane ou encore Nimue dans des récits plus tardifs). Elle lui extorque ses secrets magiques en les retournant contre lui pour l'emprisonner à jamais. Ce thème de « l'enserrement » de Merlin devient l'un des plus populaires de sa légende. Il a probablement été inventé pour faire disparaître Merlin des récits, et ainsi expliquer l'échec de la bataille de Camlann où Arthur est mortellement blessé. Avec ses pouvoirs, Merlin aurait pu en inverser le cours. Son acceptation d'un destin qu'il connaît (l'enserrement) est expliquée par sa volonté de ne pas aller à l'encontre de Dieu.
Le Perceval en prose fait quant à lui de Merlin l'initiateur de la quête du Graal. Le Lancelot-Graal compte le récit d'une rencontre entre Merlin et l'empereur Jules César. La femme de l'empereur romain est suivie d'une douzaine de demoiselles, en fait des hommes déguisés. Merlin rencontre une princesse d'Allemagne déguisée en écuyer, Grisendole. Un soir, César s'effraie après le rêve d'une truie couronnée caressée par douze louveteaux. L'empereur reste silencieux pendant tout le banquet. Merlin se transforme en cerf, court au palais et s'agenouille devant César en lui disant : « Cesse de ruminer ton rêve. Attends l'homme sauvage ».
L'empereur confie à Grisendole la mission de trouver cet homme sauvage. Elle rencontre le cerf qui lui dit de préparer un pâté de porc, et s'exécute, ce qui fait apparaître l'homme sauvage noir et hirsute. Il dévore le pâté et s'endort. Grisendole le ligote et le ramène à César. L'homme sauvage interprète le rêve : la truie est l'impératrice et les douze louveteaux, ses demoiselles. César les fait déshabiller er révèle qu'elles sont en fait des hommes. L'impératrice et ses douze jeunes gens sont immédiatement brûlés sur un bûcher. L'homme sauvage demande que Grisendole soit mise à nu et, face à la découverte de sa féminité, César se signe. Il demande conseil à l'homme sauvage qui lui propose de l'épouser. César voulant savoir qui est le cerf, l'homme sauvage trace des caractères hébreux qui brûlent une porte, puis s'en va. César épouse Grisendole, puis un messager finit par déchiffrer ces lettres en hébreu : le cerf et l'homme sauvage ne font qu'un.
L'entrée de Merlin à Rome sous la forme d'un cerf gigantesque donne naissance à une abondante iconographie de miniatures médiévales, témoignant du succès de ce récit
.

#### Post-Vulgate
Merlin devient, dans le cycle Post-Vulgate (Merlin-Huth, v. 1250), celui qui avertit Arthur de ses malheurs à venir, en particulier la naissance de Mordred. Il joue un rôle d'observateur et de commentateur, et n'est plus guère l'initiateur de la quête du Graal. En revanche, il prédit avec justesse que Girflet sera le dernier chevalier à voir Arthur vivant. Ce roman rend un aspect plus merveilleux au personnage et présente Viviane de manière négative, bien que Merlin y soit toujours le fruit de l'union d'une femme vertueuse et d'un incube. L'ouvrage contient une suite de prophéties confiées par Merlin à Blaise, et présente le Graal comme le point central de toutes ses prophéties.

### Sources bretonnes
Merlin apparaît très tôt dans les documents écrits en Bretagne, notamment le cartulaire de Redon et un toponyme d’Augan au IXe siècle, puis deux textes prophétiques des XIIe siècle et XIIIe siècle. Dans le Dialog etre Arzur Roe d’an Bretounet ha Guinglaff en moyen breton, Merlin est présenté comme un archétype d'être sauvage, sous le nom de « Guinglaff ». Gwenc'hlan pourrait aussi y avoir pris la place de Merlin. La Villemarqué publie le chant Merlin-barde, longtemps considéré comme un faux, mais qui semble bien provenir d’un cycle médiéval, Hervé Le Bihan répertorie sept contes et récits datés du XIXe siècle, qui sans constituer des textes en filiation directe avec la matière arthurienne médiévale, en sont des survivances. L'enchanteur y possède le pouvoir de divination,. Luzel recueille une tradition selon laquelle Merlin a fini sa vie au sommet du Menez Bré.

### Littérature prophétique
Une abondante littérature prophétique est attribuée à Merlin et se divise en deux grands courants, les prophéties des Îles Britanniques et celles du continent européen, différentes par leur objet et leur inspiration. La littérature galloise comporte nombre d'exemples prédisant la victoire militaire des peuples celtes de Grande-Bretagne, qui se rassembleraient pour rejeter les Anglo-Saxons — et par la suite les Normands — à la mer. Certaines de ces œuvres ont été interprétées comme des « prophéties de Myrddin ». Henri VIII utilise ce thème pour présenter son père, le roi gallois Henri VII, comme le sanglier annoncé par Merlin, qui partit de la péninsule armoricaine de Bretagne et soutenu par des guerriers bretons, aurait accompli la prophétie de Merlin de la revanche des Celtes sur les Saxons,. La récupération de ces prophéties par les Anglais ne remonte qu'au XIVe siècle, l'immense majorité des textes attribués à Merlin dans les Îles Britanniques étant en faveur des peuples celtes.
De tous temps, l'attribution de prophéties à Merlin permet de faire passer des idées politiques. Joachim de Flore écrit ainsi le Verba Merlini, hostile à l'empereur Frédéric II. Les Prophéties de Merlin rédigées en langue française en 1276 prennent la forme de prophéties politiques intercalées entre des récits romanesques de la légende arthurienne, et sont attribuées à maître Richard d'Irlande bien que l'auteur original soit un vénitien. Présentées sous la forme d'un dialogue entre Merlin et un scribe, elles font de Merlin un prophète chrétien d'essence divine. Il y choisit délibérément d'être enfermé par Viviane. La plupart de ces prophéties sont relatives à des événements politiques de l'Italie du XIIIe siècle, tandis que d'autres sont révélées par le fantôme de Merlin après sa mort.

### Textes postérieurs, traductions et études

#### Le Morte d'Arthur

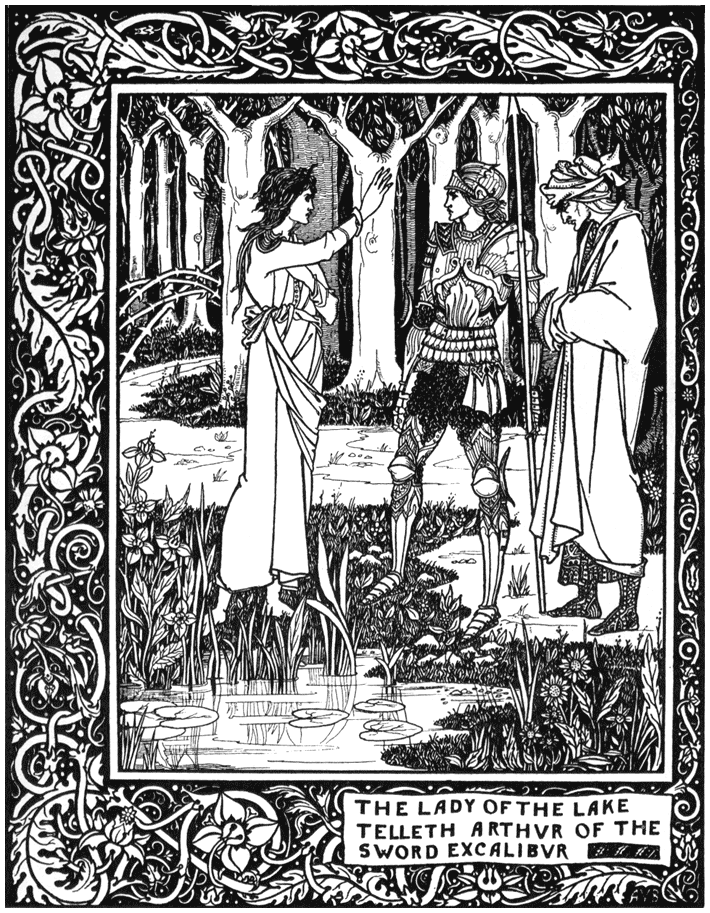
Merlin dans Le Morte d'Arthur, illustré par Aubrey Beardsley.

Après une longue absence de nouvelles créations littéraires autour de Merlin en France, le Morte d'Arthur est rédigé en Angleterre vers 1485, reprenant quelques éléments des récits français. L'œuvre commence par la naissance de Merlin. Il y interprète les rêves du roi Arthur mais la nature magique de ses pouvoirs est minimisée, Thomas Malory réduit l'aspect merveilleux du personnage dans son œuvre. Merlin y devient assez indéfinissable, empruntant à l'humain, au dieu et au démon. Malory conserve l'épisode de sa séduction par Viviane / Nimue,, qui devient la principale source d'inspiration des auteurs romantiques au XIXe siècle.

#### Traductions
En dehors de la France et des îles Britanniques, la légende médiévale de Merlin connaît un succès moindre. Les œuvres en langue allemande sont essentiellement des traductions tardives (la plus ancienne est le Dialogus Miraculorum, en 1220). Wilhelm von Österreich (1324) dresse de Merlin un portrait d'élément de la nature plutôt négatif, et le Morlin d'Ulrich Füterer (v. 1475) en fait le grand-père d'Arthur.

#### De la Renaissance à l'époque Romantique

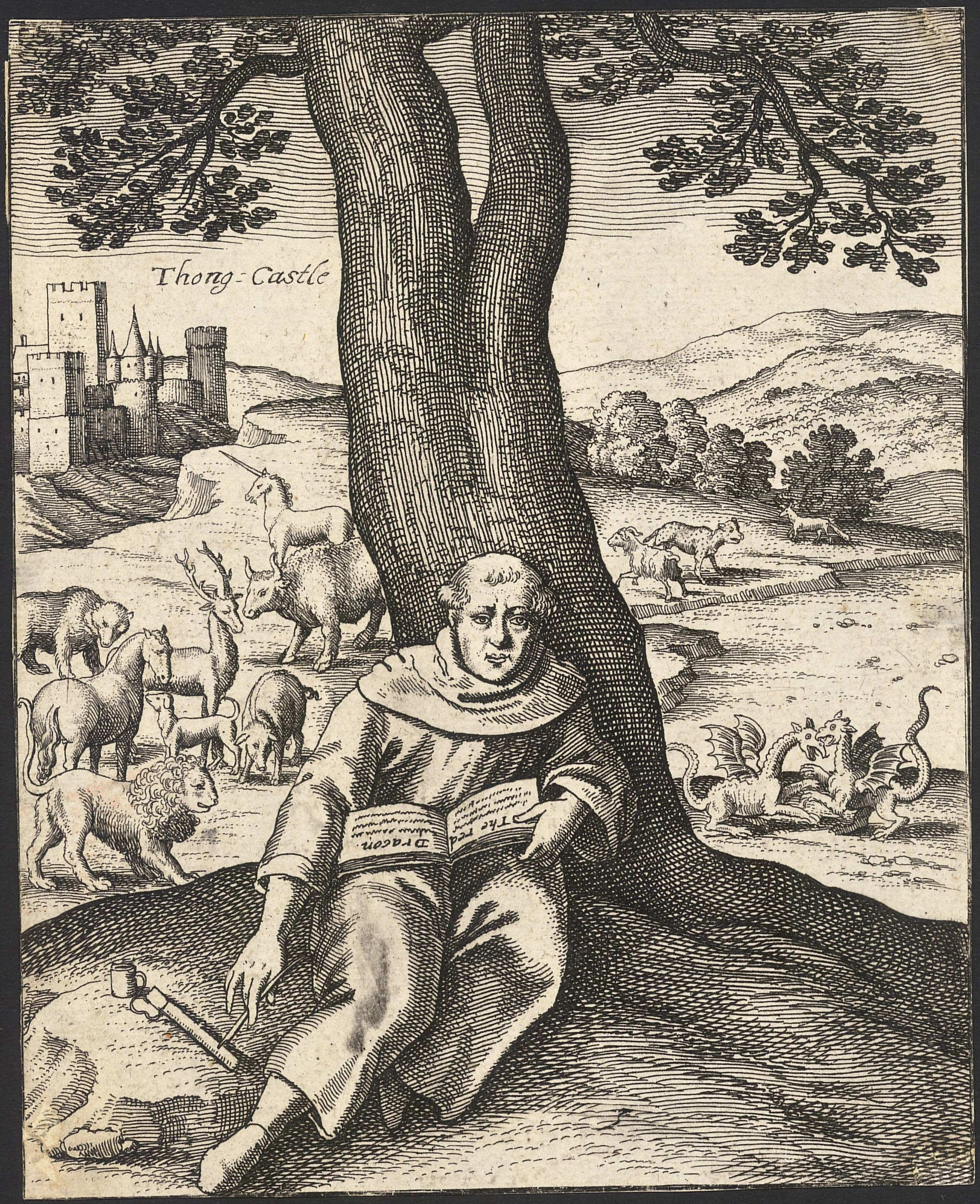
Merlin sous les traits d'un moine, vu par Wenceslas Hollar dans The life of Merlin, sur-named Ambrosius en 1641.

De la Renaissance au XVIIIe siècle, en France, le personnage connaît une éclipse, comme toute la littérature arthurienne,. Il reste néanmoins populaire dans la littérature de colportage et la tradition orale puisqu'il reste possible au XIXe siècle de recueillir en Bretagne Armoricaine des chansons et des contes sur Merlin. La Villemarqué (Myrdhin) et Luzel, d'abord sceptiques à ce sujet, en publient plusieurs. Cette matière date dans sa grande majorité du XIIIe siècle. En Angleterre, le Morte d'Arthur de Thomas Malory reste une source d'inspiration constante. The life of Merlin, sur-named Ambrosius, paraît en 1641.

#### Études
Dans Myrdhinn ou l'Enchanteur Merlin (1868), Théodore Hersart de la Villemarqué tente de synthétiser les informations connues autour de Merlin, qu'il présente à la fois comme historique et mythologique. Théophile Briant s'en inspire plus d'un siècle plus tard dans son œuvre pseudo-historique et occultiste Le Testament de Merlin (1975), qui présente Merlin en architecte et poète, comme « le Druide blanc de Brocéliande ».
La professeure américaine Norma Lorre Goodrich défend l'idée d'un Merlin historique et redonne ses lettres de noblesse à Geoffroy de Monmouth. Le Merlin historique serait de trente ans plus âgé que le roi Arthur historique, né au Pays de Galles et mort en Écosse. Elle postule aussi que « Merlin » est un titre, celui d'un évêque nommé Dubricius, qui a couronné Arthur. Nikolaï Tolstoï, au contraire, pense que Monmouth a volontairement fusionné le Myrddin des poèmes gallois avec un autre personnage pour n'en faire qu'un seul, et que le Merlin originel représente « le dernier des druides ». Philippe Walter étudie Merlin à travers des articles et deux ouvrages, mettant en lumière la nature calendaire et chamanique du personnage primitif, ainsi que son aspect et son psychisme d'enfant-vieillard.
Si les écrits de Jean Markale ont été beaucoup diffusés et même traduits en anglais, permettant de faire découvrir la légende arthurienne à de nombreuses personnes, ses ouvrages (dont Merlin l'Enchanteur publié en 1981, en anglais : Merlin : Priest of Nature) ne sont pas reconnus comme fiables par la communauté scientifique.

## Toponymes
Les toponymes associés à Merlin se trouvent essentiellement en Grande-Bretagne (Dinas Emrys, Merlin's Cave, Carmarthen et l'île de Bardsey) et en Bretagne, dans la forêt de Paimpont-Brocéliande (siège et tombeau de Merlin). Un grand nombre d'entre eux sont situés au Pays de Galles, les plus anciennes sources littéraires associent Merlin à ces lieux. Carmarthen est réputée être la ville de naissance d'une des personnes historiques qui ont inspiré le Merlin légendaire. Une tradition locale à l'île de Bardsey (île des Bardes) rapporte qu'il s'y est retiré dans une maison de verre.

### Dinas Emrys

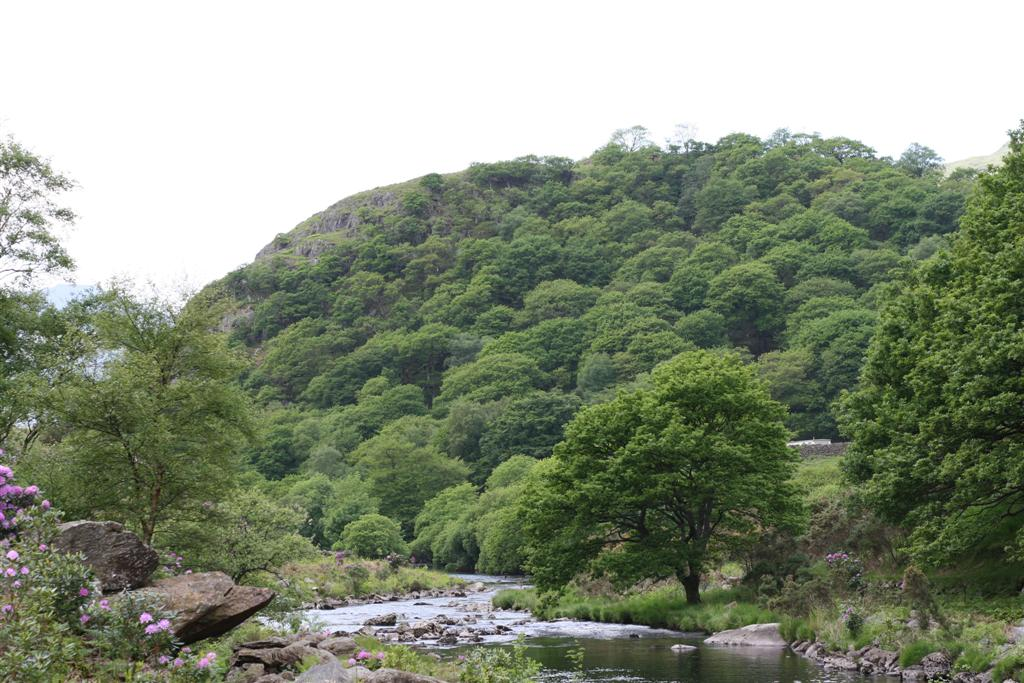
Dinas Emrys, où la légende situe la tentative de construction de la tour de Vortigern.

Dinas Emrys (en gallois : « forteresse d'Ambrosius ») est une colline boisée située non loin de Beddgelert dans le Gwynedd, au Pays de Galles. Le site est naturellement lié à Myrddin Emrys et Ambrosius Aurelianus,. Les Gallois l'appellent localement Eryri. La tradition y situe la tentative de construction du château de Vortigern, et la fameuse tour qui ne cesse de s'écrouler jusqu'au moment où Merlin révèle la présence de deux dragons. Ainsi, Dinas Emrys est le lieu où Merlin révèle pour la première fois l'étendue de son pouvoir. Le fabuleux trésor de l'enchanteur est réputé pour y être enterré au plus profond, sous la colline. Les recherches archéologiques montrent des traces d'occupation du site depuis le Ve siècle.

### Avenue de l’Enchanteur Merlin
Cette avenue de Caen porte son nom.

### Merlin's Cave

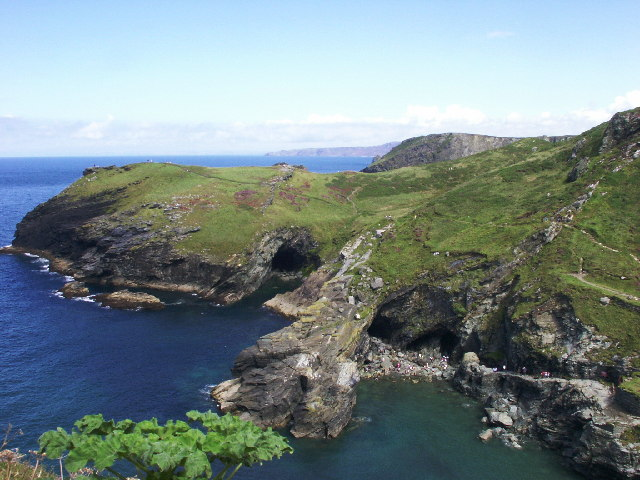
Merlin's Cave près du château de Tintagel, en Cornouailles.

Merlin's Cave (en anglais : « grotte de Merlin ») est le surnom d'une grotte située en dessous du château de Tintagel, à 5 km au sud-ouest de Boscastle, en Cornouailles (Angleterre). Elle s'étend sur 100 mètres en passant à travers Tintagel Island, vers Tintagel Haven. Cette grotte est devenue un site rituel néopaganiste, réputé être « un point focal pour la révélation » et « un endroit pour se connecter avec les énergies féminines essentielles », en relation avec une déesse de la Terre.

### Tombeau et siège de Merlin

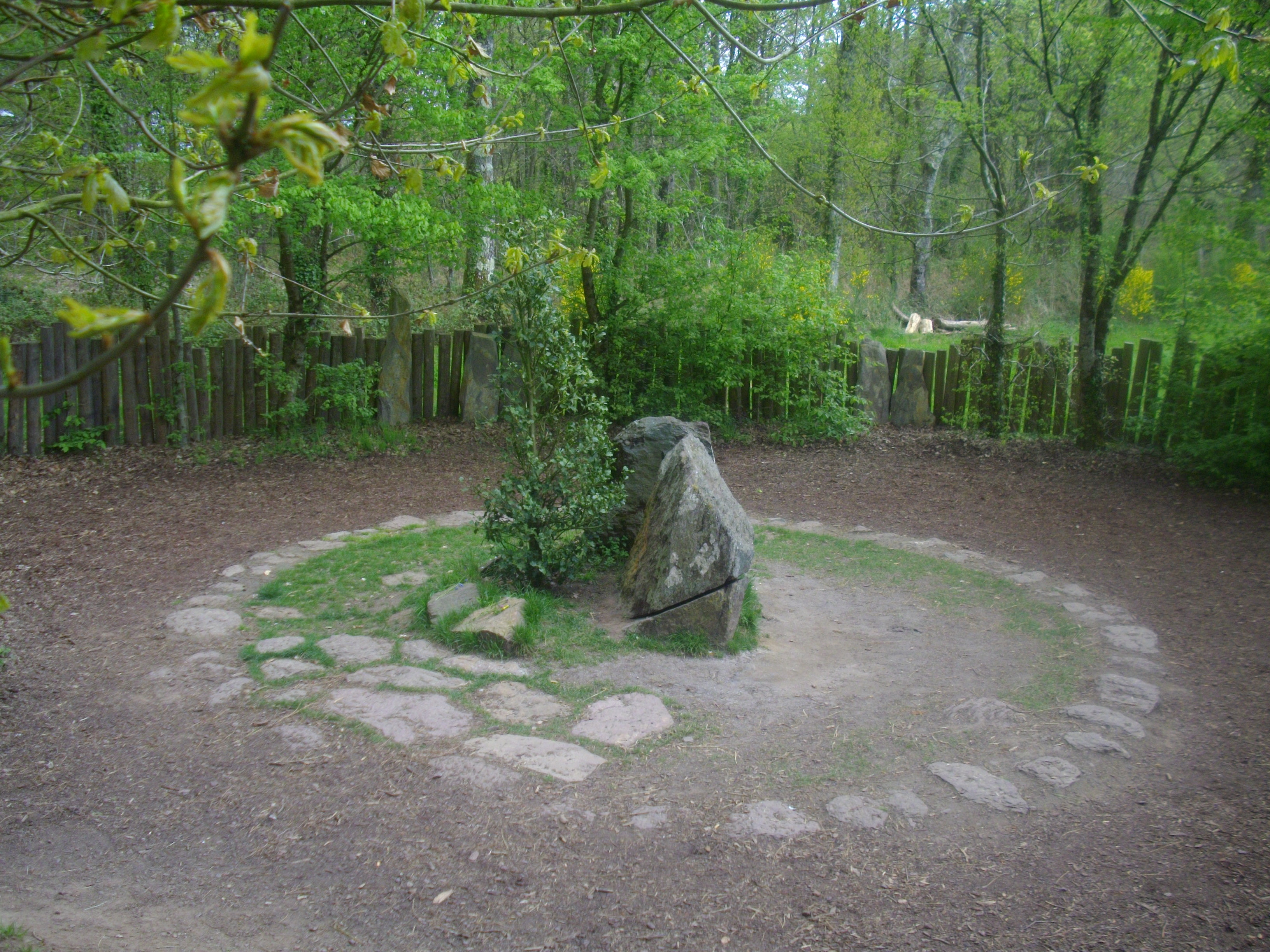
Le tombeau de Merlin dans la forêt de Paimpont, dite de Brocéliande.

Au centre de la Bretagne, la forêt de Paimpont est réputée être la forêt de Brocéliande. De nombreux lieux y sont associés à la légende arthurienne, mais la revendication du tombeau de Merlin ne remonte pas au-delà du XIXe siècle. Brocéliande reste une forêt légendaire sans localisation précise jusqu'au début du siècle. Le poète Auguste Creuzé de Lesser écrit en 1811 que Merlin y serait enseveli. En 1825, Blanchard de la Musse associe une allée couverte du nord de la forêt de Paimpont au tombeau de Merlin. Théodore Hersart de la Villemarqué localise lui aussi le tombeau de Merlin dans ces lieux. Dans le Val sans retour, près de Tréhorenteuc, quelques rochers se font connaître sous le nom de « siège de Merlin » à la suite du déplacement du toponyme légendaire en 1850. La topographie actuelle de la forêt de Paimpont est définie par Félix Bellamy à la fin du XIXe siècle. La valorisation touristique de Paimpont-Brocéliande commence à la même époque, mais les habitants locaux montrent une certaine réticence, bien que le folklore populaire oral associe bien Merlin à ce lieu.
La localisation du tombeau du XIXe siècle est revue à la suite de l'enterrement du docteur Guérin. Dans les années 1970, Yann Brekilien s'oppose à la construction des routes d'accès et à la perte du caractère légendaire de Paimpont-Brocéliande. Il faut attendre les années 1990 pour qu'une politique de valorisation se mette en place grâce au maire de Ploërmel et au Centre de l'imaginaire arthurien, permettant des visites guidées et la mise en place d'un périmètre de protection autour du tombeau de Merlin. Les visiteurs y laissent de petits papiers où ils écrivent les vœux qu'ils souhaitent voir exaucés par Merlin.

## Symbolique

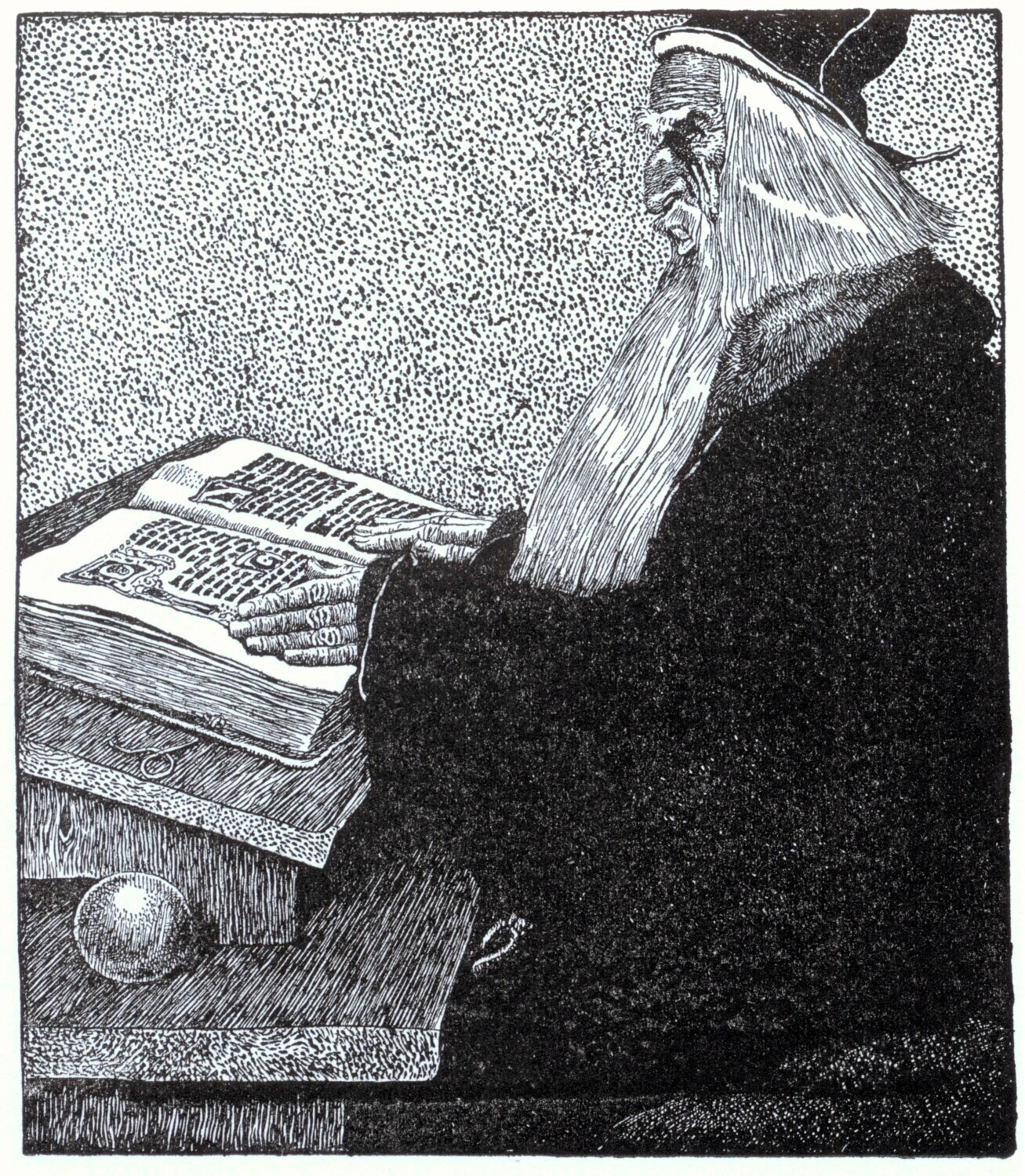
Merlin l'Enchanteur vu par Howard Pyle, dans l'édition 1903 de The Story of King Arthur and His Knights.

Dans ses plus anciennes expressions, selon Philippe Walter, Merlin incarne une souveraineté magique et une royauté chamanique, assez éloignée des fonctions guerrières et sacerdotales. Son pouvoir est essentiellement spirituel. De manière plus générale, il représente la connaissance et le « savoir du monde », une quintessence de l'esprit druidique qui peut prendre toutes les formes : Merlin guide, aide, sauve, prédit et juge grâce à son savoir. L'une de ses particularités est d'échapper à toute tentative de classification rationnelle. Il ne se présente jamais comme celui que l'on attend. En ce sens, il incarne l'Autre. Certaines interprétations ont pu faire de lui un Trickster en raison de son côté rieur et comique, mais il n'en possède pas toutes les caractéristiques, notamment la transgression et le côté subversif. Par ses actions, Merlin participe à l'ordre du monde plutôt qu'à son désordre.
Il est lié à l'alchimie, par la similitude entre son nom et celui de Mercure, la présence d'une source qui guérit de la folie (rappelant celle des alchimistes) dans la Vita Merlini, ou encore le motif des deux dragons (rouge et blanc) qui se battent. Deux textes tardifs le présentent en adepte de la science hermétique, ce qui lui permet d'acquérir une certaine notoriété dans le monde des alchimistes. La figure de Merlin resurgit dans le tarot de Marseille, la lame de L'Ermite (IX) y étant peut-être liée. Le psychanalyste Heinrich Zimmer, proche de Carl Gustav Jung, voit en Merlin l'incarnation du vieux sage, un être d'une sagesse si grande qu'elle en est presque inaccessible. Il a pour fonction de guider la personnalité consciente représentée par le roi Arthur et ses chevaliers.
Les œuvres témoignent d'une dégradation progressive des pouvoirs qui lui sont attribués et d'une dé-sanctification de son rôle de savant, en le laissant être abusé par Viviane ou affublé d'un chapeau pointu comique. Il est souvent vu désormais comme le plus fameux des sorciers ou magiciens. D'après Stephen Thomas Knight, il incarne un conflit entre connaissance et pouvoir : symbole de sagesse dans les premiers récits gallois, il devient conseiller des rois au Moyen Âge, symbole d'intelligence dans la littérature anglaise, puis instructeur et éducateur dans les productions du monde entier depuis le XIXe siècle.

## Merlin dans l'art et la culture populaire moderne
Jusqu'au XIXe siècle, Merlin est surtout conté dans les pays anglo-saxons et celtiques, mais aussi dans la poésie et la littérature allemande et française. Les auteurs romantiques sont les premiers à redonner ses lettres de noblesse au personnage après le Moyen Âge. Depuis le XXe siècle, Merlin est un personnage important des films et programmes télévisés. Son rôle y est surtout celui d'un mentor ou d'un enseignant, fonction qu'il partage avec des personnages proches de lui, comme Gandalf,. Merlin est source d'inspiration d'une longue tradition de personnages sorciers dans la culture populaire, incluant ceux de J. R. R. Tolkien (Gandalf, Saroumane…) et de la saga Harry Potter (Albus Dumbledore),.
Si son image populaire est souvent devenue celle d'un vieux mentor barbu, portant un chapeau pointu et une baguette magique, à l'inverse, les mouvements New Age voient en Merlin un druide qui accède à tous les mystères du monde. Les productions artistiques francophones tendent depuis la fin du XXe siècle à éluder les aspects chrétiens du personnage au profit des aspects païens et de la « tradition sylvestre ». Le mythe de Merlin est en quelque sorte « déchristianisé » pour le présenter en porte-parole du retour à la nature.

### Barbe blanche, robe bleue, chapeau pointu et baguette magique

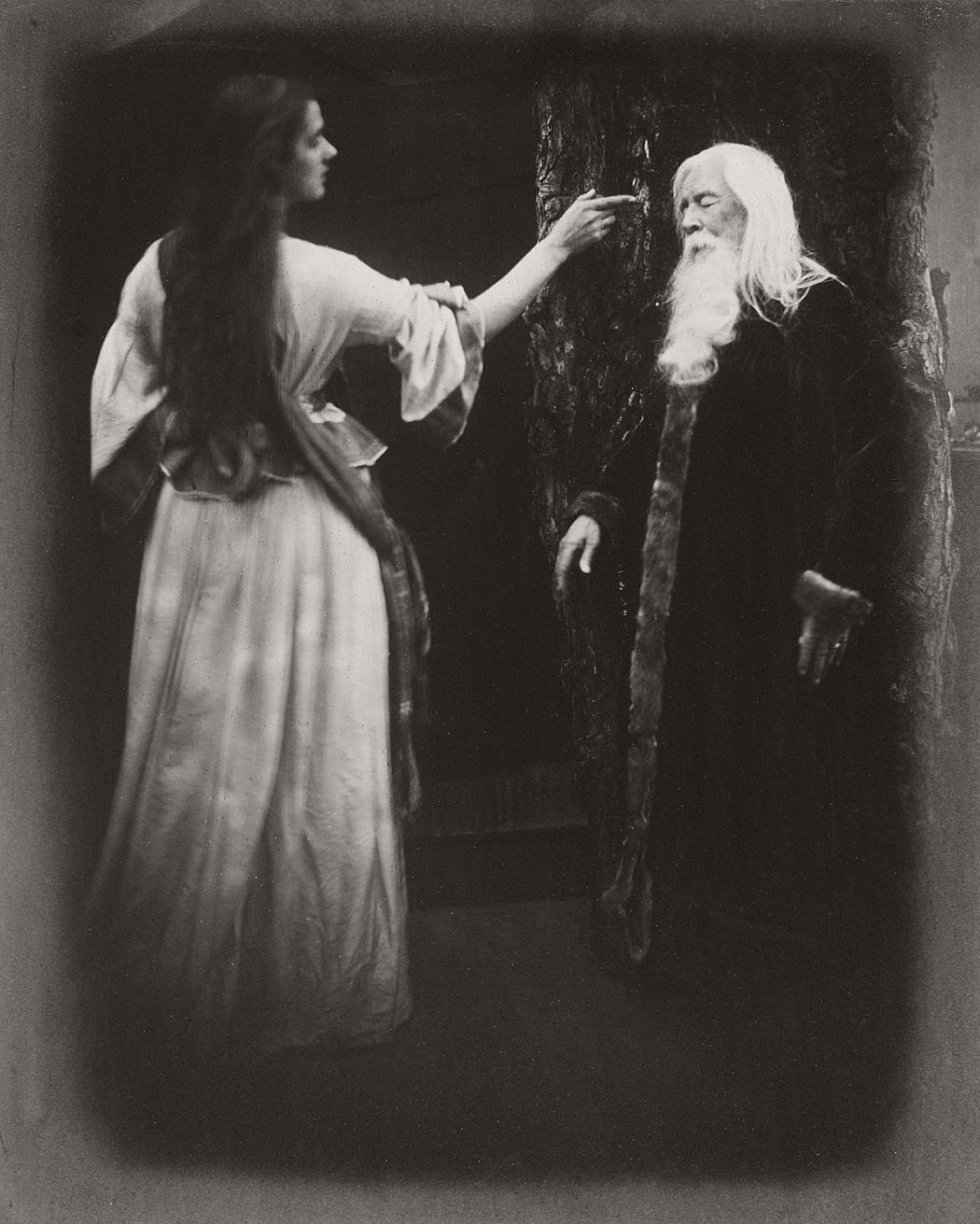
Merlin et Viviane, photographie de Julia Margaret Cameron, 1874.

Depuis l'époque romantique, Merlin figure sur des représentations graphiques et notamment préraphaélites. Gustave Doré et Howard Pyle l'ont abondamment illustré. La plupart des artistes le dépeignent comme un vieil homme barbu, à quelques exceptions notables. Edward Burne-Jones imagine Merlin assez jeune et imberbe dans ses deux toiles représentant la séduction par Viviane/Nimue. Toutefois, au début du XXe siècle, la représentation du Merlin âgé est presque devenue la norme. La publication du roman à succès de Terence Hanbury White intitulé L'Épée dans la pierre (1938) fixe son apparence dans l'imaginaire populaire comme celle d'un vieux mentor sorcier à longue barbe et moustaches blanches, chapeau pointu et baguette magique, dont la robe est décorée des signes du zodiaque,. Les studios Disney reprennent cette apparence dans leur film d'animation Merlin l'Enchanteur avec la robe de sorcier bleue, ce qui ne manque pas d'accroître le phénomène. Au début du XXIe siècle, si la robe bleue et la baguette magique peuvent être dissociées du personnage, la barbe et la moustache sont devenus de véritables archétypes. J.K. Rowling emploie d'ailleurs « barbe de Merlin » comme expression du monde des sorciers de la saga Harry Potter, dans le quatrième tome.

### Littérature
- 1899 : Mark Twain, Un Yankee à la cour du roi Arthur,  États-Unis
- 1909 : Guillaume Apollinaire, L'Enchanteur pourrissant,  France
- 1938 : Terence Hanbury White, L'Épée dans la pierre  États-Unis
- 1970-1979 : Mary Stewart, Cycle de Merlin,  Angleterre
- 1975 : Andre Norton, Le Miroir de Merlin,  États-Unis
- 1978 : Jacques Roubaud, Graal fiction,  France
- 1984 : René Barjavel, L'Enchanteur,  France
- 1985-1991 : Roger Zelazny, Les Neuf Princes d'Ambre (Cycle de Merlin),  États-Unis
- 1988-1997 : Stephen Lawhead, Merlin - Cycle de Pendragon,  États-Unis
- 1989 : Michel Rio, Merlin,  France
- 1995 : Deepak Chopra, Le Retour de Merlin, (en)
- 2001-2007 : Robert Holdstock, Le Codex Merlin,  Angleterre
- 2002-2004 : Jean-Louis Fetjaine, Le Pas de Merlin,  France
- 2003 : Catherine Dufour, Merlin l'Ange Chanteur,  France
- 2003 : Christian de Montella, Graal,  France
- 2005 : Jacques Roubaud, Graal théâtre,  France
- 2007 : Irene Radford, Les Descendants de Merlin,  États-Unis
- 2007 : Guy D'Amours, Les mémoires de Merlin,  Québec
- 2007-2010 : Valérie Guinot, Azilis,  France
- 2009 : Anne-Marie Cadot-Colin, Merlin,  France
- 2009-2012 : Laurence Carrière, Merlin,  Québec
- 2010-2013 : Fabien Clavel, L'Apprentie de Merlin  France

Chronologie littéraire de Merlin

Les œuvres de fiction littéraires sont nombreuses à faire de Merlin un personnage central. Au début du XXe siècle, son image littéraire se dégrade. Dans les années 1980, en France, le rythme des publications autour de Merlin s'accélère, témoignant d'un intérêt renouvelé pour le mythe.

#### Poèmes et œuvres du Romantisme
Les poètes romantiques anglais du XIXe siècle comme Robert Southey, Matthew Arnold et Alfred Tennyson accordent une large place à Merlin dans leurs textes, tout comme Goethe, Heinrich Heine, Edgar Quinet, Jean Lorrain, Walter Scott, William Wordsworth et Mark Twain. Son image y est souvent celle d'un vieil érudit un peu naïf, qui succombe aux charmes d'une femme fatale. Les versions où Merlin acquiert la plénitude du savoir grâce à Viviane sont toutefois plus nombreuses que celles où cette relation tourne en sa défaveur, mais l'enserrement de Merlin par Viviane le place dans l'impossibilité de sauver le royaume de Bretagne. Il est davantage présenté comme vivant en symbiose avec la nature que dans les romans médiévaux. Un autre thème central du Romantisme est celui de la confrontation entre Merlin et d'autres enchanteurs ou sorciers qu'il parvient à vaincre.
Ralph Waldo Emerson et Edwin Arlington Robinson (Merlin) font ressortir en lui « l'esprit noble du barde ». L'Allemand Karl Leberecht Immermann (Merlin : eine Mythe) met l'accent sur la quête spirituelle que représente la conquête du Graal, tout comme Friedrich Werner von Oesteren avec Merlin, ein Epos. Edgar Quinet construit dans son Merlin l'Enchanteur, en 1860, un mythe littéraire autour du personnage, inspiré de multiples traditions et d'écrits plus anciens. Il fait de Merlin un prophète, poète, enchanteur puissant mais néanmoins enseveli vivant par la femme qu'il aime. Les poèmes romantiques mettent également en avant la dualité du personnage issu d'un père démoniaque, grâce à des dialogues entre Merlin et le Diable. D'autres en font un personnage obsédé par la quête de la connaissance, via l'astrologie et l'alchimie. En 1909, le poète français Guillaume Apollinaire, âgé de vingt-huit ans, écrit sa première œuvre publiée, L'Enchanteur pourrissant. Mélange de théâtre, de poème et de roman, cet ensemble très désenchanté constitue le creuset de la poésie d'Apollinaire.

#### Adaptations romancées
Jean Cocteau écrit en 1937 la pièce Les Chevaliers de la Table ronde, dans laquelle il fait ressortir beaucoup d'aspects négatifs chez Merlin, un « vieil enchanteur génial et cruel […] logé comme une araignée au centre de sa toile ». Cette image est liée aux « enchantements de la drogue », l'opium que Cocteau consomme alors en abondance.
Le Cycle de Merlin de Mary Stewart (1970-1979) reprend la matière médiévale. Il compte cinq tomes : La Grotte de cristal, Les Collines aux mille grottes, Le Dernier Enchantement (tous trois parus chez Calmann-Lévy en 2006) ainsi que deux romans jamais traduits en français, The Wicked Day, et The Prince and the Pilgrim. Michel Rio a écrit Merlin en 1989, roman d'une trilogie regroupée en un seul tome en 2006 sous le titre de Merlin, le faiseur de rois. Le personnage y naît d'un inceste entre son grand-père et sa mère, il est désabusé, plus philosophe et homme d'État qu'enchanteur. Les thèmes de la mort et de la guerre sont récurrents. Jean Markale, auteur d'une adaptation des romans du Graal, a imaginé un épilogue original dans son roman La Fille de Merlin. Elle rencontre le barde Taliesin à la recherche de l'épée Excalibur, dérobée par les Saxons au roi Arthur après sa mort.
Graal (2003) et Graal Noir (2010) forment une série de Christian de Montella, dans laquelle Merlin est le fils du diable. Avec ses pouvoirs, il aide les chevaliers de la Table ronde à accomplir leur destin. Les mémoires de Merlin de Guy D'Amours présentent un « Merlin historique » au début du Moyen Âge, après la chute de l’Empire romain.

##### L'Enchanteur
Plus connu pour ses œuvres de science-fiction, René Barjavel parle longuement de Merlin dans L'Enchanteur. Ce roman dans le registre du conte est nettement optimiste, féerique et merveilleux. Comme la plupart des œuvres de Barjavel, il est centré sur l'amour, célébrant tout entier l'union impossible de Merlin et Viviane : Merlin ne doit pas se laisser aller à aimer Viviane sous peine de perdre ses pouvoirs, qui dépendent de sa virginité. L'Enchanteur se présente comme un magicien capable de se métamorphoser en cerf et en oiseau (notamment en corbeau blanc), un « maître du monde végétal » et des forces du vent. Entièrement vêtu de vert, les paysans le prennent pour un ancien dieu forestier. Il naît « couvert de poils comme un enfant sanglier », sa première apparition se fait sous l'apparence du cerf blanc, en écho à l'histoire de Grisandole. Il aide à l'établissement de la Table ronde et lance les chevaliers sur la quête du Graal, le roman s'achève par l'union éternelle de Merlin et Viviane, dans une « chambre d'air » invisible, une « chambre d'amour que le temps promène ».

##### Cycle de Pendragon
Le Cycle de Pendragon, écrit par Stephen Lawhead entre 1987 et 1999, présente Merlin comme étant à lui seul différents personnages cités dans les sources historiques. Il fait remonter les origines de la légende arthurienne, et donc de Merlin, à la chute de l'Atlantide. Ce cycle est parfois qualifié de semi-historique (dans la mesure où le cadre historique est davantage mis en avant que l'aspect magique), et parfois de fantasy. Merlin est le narrateur du second tome du cycle et du quatrième, Pendragon. Il aide l'avènement du roi Arthur, destiné à sauver la Bretagne sur les plans spirituels et politiques. Ces romans rencontrent un grand succès dans de nombreux pays. Stephen Lawhead s'est appuyé sur les Mabinogion et les écrits de Geoffroy de Monmouth, ses textes sont également nettement influencés par la culture chrétienne.

#### Fantasy

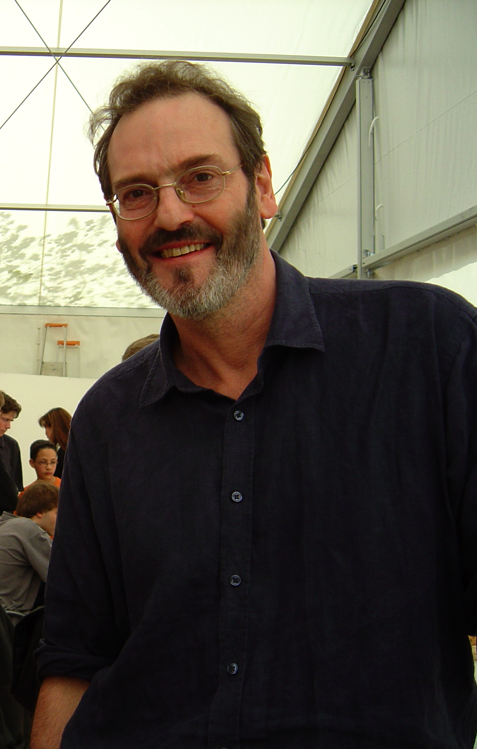
Robert Holdstock, auteur du Codex Merlin et de sa suite Le Bois de Merlin, aux Imaginales 2004.

Les œuvres littéraires modernes autour de Merlin appartiennent majoritairement au genre fantasy, la fantasy arthurienne étant un sous-genre à elle seule.
L'Américaine Andre Norton écrit en 1975 Le miroir de Merlin (Merlin's mirror), où Myrddin est engendré par des extraterrestres et s'oppose à Nimue, la Dame du Lac, pour permettre l'avènement du roi Arthur en Angleterre après la chute de l'Empire romain. Dans son roman initiatique Le retour de Merlin, Deepak Chopra imagine la résurrection de Merlin et Mordred dans une petite ville anglaise à l'époque moderne. Jean-Louis Fetjaine écrit la série Le Pas de Merlin de 2002 à 2004, œuvre qui présente Merlin en barde du VIe siècle, assez éloigné du personnage médiéval de la légende arthurienne, sur une île de Bretagne menacée par les invasions des Pictes et des Gaëls. D'après Anne Besson, son univers est une fusion entre la légende médiévale habituelle et la fantasy définie par Tolkien, puisque Merlin y est de nature merveilleuse, mi-homme et mi-elfe. La suite, Brocéliande, raconte la quête des origines de Merlin en forêt de Brocéliande. Robert Holdstock, dans Le Codex Merlin (trois tomes : Celtika, Le Graal de Fer et Les royaumes brisés, publiés chez Pocket et Le Pré aux clercs), présente Merlin comme un être immortel et éternellement jeune, en quête de savoir. Il rencontre le Grec Jason dans la quête de la Toison d’or. Son roman Le Bois de Merlin se déroule en forêt de Brocéliande après la mort du magicien.
Merlin d'Ambre est le personnage central de la seconde partie de la saga des Neuf Princes d'Ambre (ou Cycle de Merlin) par Roger Zelazny. Fils de Corwin et de Dara, il est féru d'informatique et très doué dans la pratique de la magie. D'autres cycles de fantasy mentionnent Merlin sans en faire un personnage central. Ainsi, la saga de Harry Potter, écrite par J. K. Rowling, présente Merlin comme le plus grand et célèbre sorcier de tous les temps. La Quête d'Ewilan, trilogie écrite par Pierre Bottero, raconte que Merlin serait Alavirien, un dessinateur hors pair. Il s'appellerait en réalité Merwyn Ril'Avalon. Dans sa saga Les Dames du lac, Marion Zimmer Bradley fait de Merlin un druide sage et mortel, évacuant de son œuvre toute référence à la magie.

#### Ouvrages jeunesse
Certaines œuvres sont dédiées au jeune public, comme l'adaptation illustrée de Claudine Glot La Légende de Merlin. Dans la série Azilis de Valérie Guinot (L'Épée de la liberté, La Nuit de l'enchanteur et Le Sortilège du vent), qui se déroule au Ve siècle, l'héroïne homonyme devient l'élève de Myrddin et tombe amoureuse de lui. Dans la série L'Apprentie de Merlin, par Fabien Clavel, l'héroïne Ana apprend aussi les secrets magiques de Merlin. Les Descendants de Merlin d'Irene Radford, paru en 2007 chez Points, a pour protagoniste Wren, la fille de Merlin et d'une grande prêtresse de Dana. La série de romans Merlin, écrite par Laurence Carrière depuis 2009, raconte l'enfance et l'adolescence du jeune Merlin en mêlant données historiques et éléments de fantasy. Elle compte six tomes : L'École des druides, L'Épée des rois, Le Monde des ombres, Les Portes de glace, L'Étrange Pays des fées et La Colère des géants.

#### Humour
Certaines œuvres sont imprégnées d'humour, c'est le cas du roman de Mark Twain, Un Yankee à la cour du roi Arthur (en anglais : A Connecticut Yankee in King Arthur's Court), écrit en 1889. Et de Merlin l'Ange Chanteur, troisième tome du cycle Quand les dieux buvaient de Catherine Dufour, dans lequel Merlin est un Archange griffu se nourrissant de foi et de souffrance humaine. L'oulipien Jacques Roubaud a beaucoup travaillé sur la légende arthurienne, avec ses deux œuvres Graal fiction (1978) et Graal théâtre (chez Gallimard). Dans la première, sur un ton humoristique, il relit et réécrit certains passages de la légende arthurienne pour en expliquer les mystères.

### Autres productions culturelles
- 1887 - Opéra : Károly Goldmark, Merlin  Autriche-Hongrie
- 1909 - Opéra : Paul Ladmirault, Myrdhin,  France
- 1953-1957 - Théâtre : Boris Vian, Le Chevalier de Neige,  France
- 1960 - Comédie musicale : Alan Jay Lerner et Frederick Loewe, Camelot,  États-Unis
- 1963 - Cinéma : Merlin l'Enchanteur,  États-Unis
- 1975 - Musique : Rick Wakeman, The Myths and Legends of King Arthur and the Knights of the Round Table, Merlin the Magician,  Royaume-Uni
- 1981 - Théâtre : Merlin ou la Terre dévastée (Merlin oder das wüste Land),  Allemagne
- 1981 - Cinéma : Nicol Williamson dans Excalibur,  Royaume-Uni
- 1981 - Musique : Kayak, Merlin,  Pays-Bas
- 1981-1982 - Télévision : Barnard Hughes dans Monsieur Merlin,  États-Unis
- 1996 - Cinéma : Les Nouvelles Aventures de Merlin l'Enchanteur,  États-Unis
- 1998 - Télévision : Sam Neill dans Merlin,  États-Unis
- 1998 - Jeu : Reinhard Staupe, Merlin,  Allemagne
- 1999-2003 - BD : Joann Sfar, Merlin,  France
- 2000-2009 - BD : Jean-Luc Istin, Merlin,  France
- 2005-2009 - Télévision : Jacques Chambon dans Kaamelott,  France
- 2006 - Télévision : Merlin contre les esprits d'Halloween,  France
- 2006 - Télévision : Sam Neill dans L'Apprenti de Merlin,  États-Unis
- 2008-2012 - Télévision : Colin Morgan dans Merlin,  Royaume-Uni
- Depuis 2009 - BD : Jean-Luc Istin, Merlin, la quête de l'épée,  France
- 2011 - Télévision : Joseph Fiennes dans Camelot,  États-Unis
- 2012 - Jeu vidéo : Merlin: A Servant of Two Masters
- 2020 - Télévision : Gustaf Skarsgård dans Cursed : La Rebelle,  États-Unis
- 2021 - Cinéma : Jacques Chambon dans Kaamelott : Premier Volet,  France

Chronologie culturelle de Merlin hors littérature

#### Opéra, théâtre et musique
Au début des années 1880, Georges Marty compose le poème symphonique Merlin enchanté. En 1887, Károly Goldmark créé son second opéra, Merlin. Myrdhin est le second opéra du compositeur breton Paul Ladmirault, composé en 1909. Merlin apparaît également dans l'opéra d'Ernest Chausson, Le Roi Arthus, créé le 30 novembre 1903, quatre ans après la mort du compositeur. Il est le personnage principal de l'opéra Merlin (en) d'Isaac Albéniz.
Boris Vian, dans la pièce et l'opéra Le Chevalier de neige (respectivement en 1953 et 1957), présente Merlin comme « l'Homme Vert », incarnation du bien par opposition à la Fée Morgane. Laurence Naismith interprète le personnage de Merlyn dans la version filmée de la comédie musicale Camelot (basée sur l'œuvre de T. H. White). Merlin ou la Terre dévastée (Merlin oder das wüste Land), pièce de théâtre allemande de Tankred Dorst assez complexe jouée pour la première fois en 1981, prend la forme d’un spectacle-fleuve où Merlin est à la fois scénariste et spectateur du mythe arthurien. Le groupe de rock néerlandais Kayak a intitulé son huitième album Merlin. The Myths and Legends of King Arthur and the Knights of the Round Table, album conceptuel de Rick Wakeman sorti en 1975, compte une chanson consacrée à Merlin (Merlin the Magician), et constitue l'une des plus intéressantes adaptations de la légende arthurienne sur support musical. En Bretagne, le harpiste celtique Rémi Chauvet a pris pour pseudonyme le nom de « Myrdhin », en référence à Merlin et un groupe de rock formé en 1996 à Landerneau se nomme Merzhin. Le compositeur nantais Alan Simon a élaboré entre 1998 et 2013 une trilogie appelée Excalibur, comportant trois albums-concepts et plusieurs spectacles narrés par Merlin, dont le rôle est tenu par divers artistes (Dan Ar Braz, Jean Reno, Michael Mendl). Deux romans poursuivent l'aventure.

#### Cinéma
À partir des années 1960, le cinéma succède au théâtre pour mettre en scène Merlin. L'une de ses représentations les plus connues au cinéma est celle du film d'animation Merlin l'Enchanteur en 1963, inspiré du roman L'Épée dans la pierre. Ce film d'animation des Studios Disney réalisé par Wolfgang Reitherman montre une image puérile du personnage, dont les pouvoirs se limitent à la métamorphose. Jouant sur l'humour, il est destiné à un jeune public. Le film Excalibur de John Boorman, réalisé en 1981 avec Nicol Williamson dans le rôle de Merlin, offre un propos bien différent. Boorman a toujours considéré Merlin comme « le personnage le plus intéressant des légendes ». Il présente l'enchanteur comme « un mythe dont la Bretagne (Britain) a besoin ». Le Merlin de Boorman réunit une combinaison d'archétypes jungiens : vieil homme sage, métamorphe et Trickster, doué de prescience, d'une affinité avec le monde animal (il parle aux chevaux) et avec le dragon, il est chargé de l'éducation d'Arthur, tout en formant un élément humoristique du film. En 1996 sort Les Nouvelles Aventures de Merlin l'Enchanteur (en VO : Merlin's Shop of Mystical Wonders), film d'horreur américain.
Dans le film d'animation de Chris Miller Shrek le troisième, sorti en 2007, on rencontre un Merlin à la retraite et incapable de faire correctement de la magie. Le personnage est présent aussi dans le film La Dernière Légion où l'on suit la destinée d'un certain druide Ambrosinus (en réalité Merlin) qui devient tuteur du dernier empereur de Rome et de son fils Arthur. Dans L'Apprenti sorcier, sorti en 2010, le personnage principal apprend qu'il est le dernier descendant de Merlin et qu'il doit combattre la fée Morgane.

#### Télévision

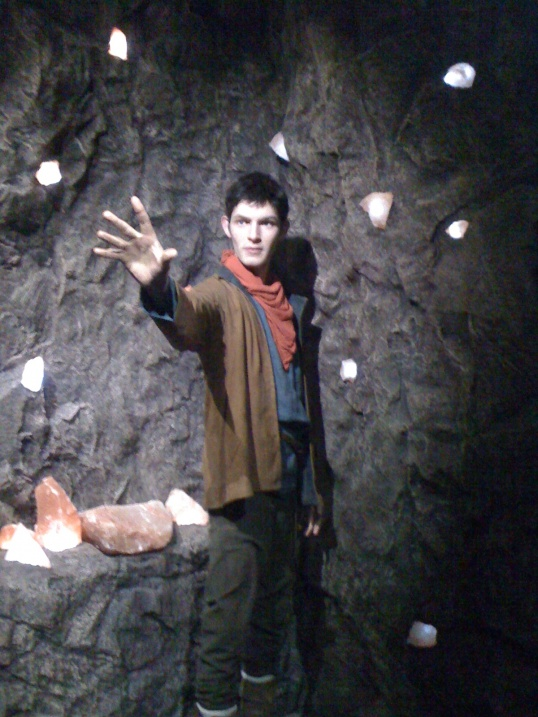
Le personnage de la série télévisée Merlin au château de Warwick.

Tout comme le cinéma, la télévision ne manque pas de consacrer régulièrement des productions au personnage de Merlin. On rencontre un Merlin retiré du monde et vivant de nos jours dans la série Monsieur Merlin diffusé sur CBS (1981-1982). Dans le téléfilm de 1998 Merlin, réalisé par Steve Barron, le protagoniste (joué par l'acteur Sam Neill) combat la déesse païenne Mab. Puis en 2006, une suite intitulée L'Apprenti de Merlin a été tournée. Le téléfilm Le Retour de Merlin, réalisé en 2000, reçoit un mauvais accueil critique.
Merlin contre les esprits d'Halloween, un téléfilm d'animation créé en 2006, est inspiré de la bande-dessinée de Joann Sfar. Toujours en France, la série humoristique Kaamelott (2005-2009), réalisée par Alexandre Astier, voit Jacques Chambon jouer un Merlin incompétent. La BBC One diffuse de 2008 à 2012 la série Merlin, avec Colin Morgan dans le rôle du protagoniste dont la jeunesse est racontée. Le personnage apparaît aussi au centre de la série Camelot où Joseph Fiennes interprète un Merlin manipulateur et torturé par son usage de la magie. Le téléfilm français en deux parties Merlin, réalisé par Stéphane Kappes avec Gérard Jugnot dans le rôle de Merlin, a été diffusé à la télévision en France et en Belgique fin 2012. Il a reçu un mauvais accueil critique en raison notamment de ses effets spéciaux.
Certaines séries télévisées consacrent un épisode particulier à Merlin ou en font un personnage secondaire, ainsi dans Au cœur du temps (The Time Tunnel) en 1967, Christopher Cary incarne Merlin, the Magician dans l'épisode homonyme. Dans Stargate SG-1 (de Brad Wright et Jonathan Glassner, 1997-2002), Matthew Walker joue le rôle de Merlin. Le téléfilm réalisé par Roger Young en 1998, Le Chevalier hors du temps, voit Ian Richardson incarner le magicien.

#### Bande dessinée et livres d'illustration
Merlin apparaît dans l'univers de DC Comics, dans lequel toute la mythologie autour du personnage est reprise, avec notamment la fée Morgane et Nimue. De même, Thor (1962-), série de Comics de Marvel, présente un super-vilain nommé Merlin. Philippe Le Guillou campe un Merlin contemplatif dans l'ouvrage Immortels : Merlin et Viviane, avec Paul Dauce. Brucero a abondamment illustré Merlin sur les textes de Catherine Quenot dans Le Livre secret de Merlin.
Merlin (1999-2003) est une série de bande dessinée humoristique retraçant l'enfance de Merlin, dont le scénario est signé Sfar. Les deux séries Merlin (2000-2009, BD réaliste retraçant la jeunesse de Merlin) et Merlin, la quête de l'épée (2009-), scénarisées par Jean-Luc Istin, appartiennent au genre fantasy et présentent un personnage d'origine païenne. Elles connaissent un grand succès. Merlin apparaît également dans la série Le Chant d’Excalibur d'Arleston Scotch et Éric Hübsch. Réveillé en plein Moyen Âge par la destruction de son dolmen-prison, il part en quête au côté la jeune Gwyned, une descendante de Galaad, pour raviver le peuple magique. Celui-ci est en effet menacé de disparaître faute de croyants en ces temps de christianisation galopante. L’enchanteur y est dépeint comme crasseux, ivrogne et libidineux.
Dans le manga Seven Deadly Sins, Merlin, une femme, est l'un des personnages principaux de l'œuvre. Lors de sa première apparition, elle est mage garde du corps d'Arthur Pendragon, roi de Caamelot.

#### Jeux
L'univers des jeux fait lui aussi régulièrement appel à Merlin. Dans la série de livres-jeux Quête du Graal (1984-1987), il est le mentor du héros, Pip. En 1998, le jeu de société Merlin, destiné aux jeunes, est créé par Reinhard Staupe. Il est réédité en 2003. Dans la série de jeux vidéo Paper Mario (2000-), le personnage de Merlon est présenté comme le cousin de Merlin. D'autres jeux sont inspirés de licences cinéma ou télévisées, c'est le cas de Merlin: A Servant of Two Masters sur Nintendo DS, sorti en 2012 et inspiré par la série télévisée de la BBC, ainsi que pour la série de jeux vidéo Kingdom Hearts, où la version Disney du personnage de Merlin apparaît dans quelques épisodes de la série (Kingdom Hearts, Kingdom Hearts 2 et Kingdom Hearts: Birth by Sleep). Dans le jeu Hogwarts Legacy, il existe des énigmes liées à Merlin, connues sous le nom d’Épreuves de Merlin. Ces énigmes sont dispersées dans le monde ouvert autour de Poudlard.

## Hommage
L'astéroïde (2598) Merlin, découvert en 1980, est nommé en son honneur.
Contrairement à une croyance parfois répandue  , le très puissant moteur d'avion 12 Cylindres en Vé Rolls Royce Merlin (qui propulsait les avions de chasse de la bataille d'Angleterre (Hurricanes et Spitfires) n'a pas été nommé Merlin en référence à l'enchanteur de la légende arthurienne, mais au nom vernaculaire anglais d'un rapace de petite taille, le falco colombarius , communément appelé Merlin en anglais et Faucon Emerillon en français. Les constructeurs de moteurs avaient leur tradition en matière de nomination de leurs modèles: Turboméca, firme installée dans le sud de la France utilisait des toponymes de sommets et de lacs des pyrénées (Artouste, Astazou, Pimédon, Piméné...etc) , Bristol nommait ses moteurs et réacteurs daprès l'antiquté (Olympus, Taurus, Centaurus, Orpheus...etc) et Rolls Royce (tout comme la firme italienne Moto-Guzzi, aux origines aéronautiques ) utilisait des noms d'oiseaux pour ses moteurs à pistons,équipant majoritairement des avions de combat , en général des oiseaux de proie : Peregrine (Faucon Pélerin)- Kestrel (Crécerelle), Eagle (Aigle) et Merlin (Emerillon). Lors du passage à la propulsion par turboréacteur (coincidant avec la fin du conflit mondial)Rolls Royce révisa sa politique et utilsa des noms de fleuves côtiers britanniques, évocateurs de puissance pacifique et fiable (Nene, Spey, Tyne, Trent...etc)